# Morti nel 1998

## Gennaio(128)
- 1º gennaio - Muhamet Dibra, calciatore albanese (n. 1923)
- 1º gennaio - Franco Estil, ballerino e coreografo italiano (n. 1934)
- 1º gennaio - Piero Filippone, scenografo italiano (n. 1911)
- 1º gennaio - Romano Galeffi, filosofo italiano (n. 1915)
- 1º gennaio - James Edward Gordon, ingegnere inglese (n. 1913)
- 1º gennaio - David Schildkraut, sassofonista statunitense (n. 1925)
- 1º gennaio - Åke Seyffarth, pattinatore di velocità su ghiaccio e ciclista su strada svedese (n. 1919)
- 1º gennaio - Helen Wills Moody, tennista, pittrice e scrittrice statunitense (n. 1905)
- 2 gennaio - Alberto Albertini, calciatore italiano (n. 1907)
- 2 gennaio - Max Colpet, paroliere, scrittore e sceneggiatore statunitense (n. 1905)
- 2 gennaio - Virginia Galante Garrone, scrittrice italiana (n. 1906)
- 2 gennaio - Haxhi Lleshi, politico albanese (n. 1913)
- 2 gennaio - Vladimír Perk, calciatore cecoslovacco (n. 1920)
- 3 gennaio - Ottone d'Assia, nobile e archeologo tedesco (n. 1937)
- 3 gennaio - Carlo Ludovico Bragaglia, regista, sceneggiatore e fotografo italiano (n. 1894)
- 3 gennaio - George Shaw, giocatore di football americano statunitense (n. 1933)
- 3 gennaio - Geoffrey Watson, statistico australiano (n. 1921)
- 4 gennaio - Han Su-an, pugile sudcoreano (n. 1926)
- 4 gennaio - Giuseppe Primavera, scacchista italiano (n. 1917)
- 4 gennaio - Mae Questel, attrice e doppiatrice statunitense (n. 1908)
- 5 gennaio - Hal Baylor, attore statunitense (n. 1918)
- 5 gennaio - Sonny Bono, cantante, produttore discografico e politico statunitense (n. 1935)
- 5 gennaio - Alik Cavaliere, scultore italiano (n. 1926)
- 5 gennaio - Luciano Zotti, compositore, pianista e direttore d'orchestra italiano (n. 1934)
- 6 gennaio - Otello Colangeli, montatore italiano (n. 1912)
- 6 gennaio - Georgij Vasil'evič Sviridov, compositore sovietico (n. 1915)
- 7 gennaio - Owen Bradley, produttore discografico statunitense (n. 1915)
- 7 gennaio - Richard Hamming, matematico statunitense (n. 1915)
- 7 gennaio - Slava Met'reveli, calciatore e allenatore di calcio sovietico (n. 1936)
- 7 gennaio - Luigi Montanarini, pittore italiano (n. 1906)
- 7 gennaio - Valerio Perentin, canottiere italiano (n. 1909)
- 7 gennaio - Vladimir Prelog, chimico croato (n. 1906)
- 7 gennaio - Lawrence Treat, scrittore statunitense (n. 1903)
- 7 gennaio - Dorothy Wilson, attrice statunitense (n. 1908)
- 8 gennaio - Rui Araújo, calciatore portoghese (n. 1910)
- 8 gennaio - Erwin Blasl, pallanuotista austriaco (n. 1911)
- 8 gennaio - Tony Lavelli, cestista statunitense (n. 1926)
- 8 gennaio - Albino Mensa, arcivescovo cattolico italiano (n. 1916)
- 8 gennaio - Max Morris, cestista e giocatore di football americano statunitense (n. 1925)
- 8 gennaio - Elio Polimeno, attore italiano (n. 1943)
- 8 gennaio - Michael Tippett, compositore britannico (n. 1905)
- 9 gennaio - Ken'ichi Fukui, chimico giapponese (n. 1918)
- 9 gennaio - Alberto Isaac, nuotatore, regista e sceneggiatore messicano (n. 1923)
- 9 gennaio - Imi Lichtenfeld, artista marziale e militare israeliano (n. 1910)
- 9 gennaio - Lia Manoliu, discobola rumena (n. 1932)
- 10 gennaio - Mona May Karff, scacchista statunitense (n. 1908)
- 11 gennaio - Win Mortimer, fumettista canadese (n. 1919)
- 11 gennaio - Ellis Rabb, regista e attore statunitense (n. 1930)
- 11 gennaio - Aydan Siyavuş, allenatore di pallacanestro turco (n. 1947)
- 11 gennaio - Klaus Tennstedt, direttore d'orchestra tedesco (n. 1926)
- 11 gennaio - John Wells, attore e sceneggiatore britannico (n. 1936)
- 12 gennaio - Clyde Elmer Anderson, politico statunitense (n. 1916)
- 12 gennaio - Roger Clark, pilota di rally britannico (n. 1939)
- 12 gennaio - Adriano Guerrieri, generale italiano (n. 1916)
- 12 gennaio - Marcello Minotto, scultore, orafo e disegnatore italiano (n. 1906)
- 12 gennaio - Phyllis Nelson, cantante statunitense (n. 1950)
- 12 gennaio - Ramón Sampedro, scrittore spagnolo (n. 1943)
- 13 gennaio - Bob Martin, cantante austriaco (n. 1922)
- 14 gennaio - Tony De Vita, pianista, compositore e arrangiatore italiano (n. 1932)
- 15 gennaio - Georg Eisler, pittore austriaco (n. 1928)
- 15 gennaio - Gennadij Vasil'evič Kolbin, politico sovietico (n. 1927)
- 15 gennaio - Duncan McNaughton, altista canadese (n. 1910)
- 15 gennaio - Gulzarilal Nanda, politico indiano (n. 1898)
- 15 gennaio - Ahmed Oudjani, calciatore algerino (n. 1937)
- 15 gennaio - Marcello Rossi, baritono italiano (n. 1913)
- 15 gennaio - Boris Tatušin, calciatore e allenatore di calcio sovietico (n. 1933)
- 15 gennaio - Junior Wells, armonicista statunitense (n. 1934)
- 16 gennaio - Franco Franchi, cantante e paroliere italiano (n. 1929)
- 16 gennaio - Alphonse Gangitano, mafioso australiano (n. 1957)
- 16 gennaio - Yoshiyuki Kuwano, bibliotecario giapponese (n. 1931)
- 16 gennaio - Lorenzo Mongiardino, architetto italiano (n. 1916)
- 17 gennaio - Junior Kimbrough, musicista statunitense (n. 1930)
- 17 gennaio - Josep Obiols, calciatore spagnolo (n. 1907)
- 17 gennaio - Angelo Luigi Stoppa, religioso e storico italiano (n. 1915)
- 17 gennaio - Luís Trochillo, calciatore brasiliano (n. 1930)
- 18 gennaio - Joan Banks, attrice statunitense (n. 1918)
- 18 gennaio - Josef Schneider, arcivescovo cattolico tedesco (n. 1906)
- 18 gennaio - Josip Uhač, arcivescovo cattolico croato (n. 1924)
- 18 gennaio - James Villiers, attore britannico (n. 1933)
- 19 gennaio - Mario Belardinelli, tennista e dirigente sportivo italiano (n. 1919)
- 19 gennaio - Cornelis Kalkman, botanico olandese (n. 1928)
- 19 gennaio - Al Negratti, cestista, allenatore di pallacanestro e dirigente sportivo statunitense (n. 1921)
- 19 gennaio - Carl Perkins, cantante, compositore e chitarrista statunitense (n. 1932)
- 19 gennaio - Sebastiano Romeo, mafioso italiano (n. 1931)
- 20 gennaio - Bobo Brazil, wrestler statunitense (n. 1924)
- 20 gennaio - Mario Tozi, calciatore italiano (n. 1920)
- 21 gennaio - Laura Gianoli, doppiatrice, attrice e regista teatrale italiana (n. 1932)
- 21 gennaio - Yoshifumi Kondō, regista e animatore giapponese (n. 1950)
- 21 gennaio - Jack Lord, attore statunitense (n. 1920)
- 21 gennaio - Ralph C. Smith, generale statunitense (n. 1893)
- 21 gennaio - Louis Thiétard, ciclista su strada francese (n. 1910)
- 22 gennaio - Alfredo Ormando, poeta e scrittore italiano (n. 1958)
- 22 gennaio - Nino Pirrotta, musicologo italiano (n. 1908)
- 23 gennaio - Luigi Colonna, politico italiano (n. 1927)
- 23 gennaio - Violette Cornelius, fotografa e partigiana olandese (n. 1919)
- 23 gennaio - Victor Pasmore, pittore inglese (n. 1908)
- 23 gennaio - Ernest Peirce, pugile sudafricano (n. 1909)
- 23 gennaio - Federico Giosia di Sassonia-Coburgo-Gotha, nobile tedesco (n. 1918)
- 23 gennaio - Mohammad Yusuf, politico afghano (n. 1917)
- 24 gennaio - Mirosław Justek, calciatore polacco (n. 1948)
- 24 gennaio - Nodar Akhalkatsi, calciatore e allenatore di calcio sovietico (n. 1938)
- 24 gennaio - Bob Russell, conduttore televisivo statunitense (n. 1908)
- 24 gennaio - Cor Wilders, calciatore olandese (n. 1914)
- 25 gennaio - Peter Aschenbrenner, alpinista austriaco (n. 1902)
- 26 gennaio - Francesco Fedeli, pittore italiano (n. 1911)
- 26 gennaio - Piero Leonardi, geologo e paleontologo italiano (n. 1908)
- 26 gennaio - Lee Moses, cantautore, chitarrista e polistrumentista statunitense (n. 1941)
- 26 gennaio - Mario Schifano, pittore e regista italiano (n. 1934)
- 26 gennaio - Shinichi Suzuki, musicista, filosofo e educatore giapponese (n. 1898)
- 27 gennaio - Luigi Cagni, assiriologo e ebraista italiano (n. 1929)
- 27 gennaio - Assia Noris, attrice russa (n. 1912)
- 27 gennaio - Geoffrey Trease, scrittore britannico (n. 1909)
- 27 gennaio - Joop van Woerkom, pallanuotista olandese (n. 1912)
- 28 gennaio - Louis Chaillot, pistard francese (n. 1914)
- 28 gennaio - Joe Holup, cestista e allenatore di pallacanestro statunitense (n. 1934)
- 28 gennaio - Shōtarō Ishinomori, fumettista giapponese (n. 1938)
- 28 gennaio - Mario Attilio Levi, storico e archeologo italiano (n. 1902)
- 29 gennaio - Joseph Alioto, politico statunitense (n. 1916)
- 29 gennaio - Ugo Bologna, attore, doppiatore e militare italiano (n. 1917)
- 29 gennaio - Giancarlo Cesaroni, produttore discografico e dirigente d'azienda italiano (n. 1933)
- 29 gennaio - Rob Mulders, ciclista su strada olandese (n. 1967)
- 30 gennaio - Richard Cassilly, tenore statunitense (n. 1927)
- 30 gennaio - Samuel Eilenberg, matematico polacco (n. 1913)
- 30 gennaio - Ferdy Mayne, attore tedesco (n. 1916)
- 31 gennaio - Meir Agassi, scrittore e pittore israeliano (n. 1947)
- 31 gennaio - Giovanni Brevi, presbitero, missionario e militare italiano (n. 1908)
- 31 gennaio - Luigi Compagnone, giornalista, scrittore e poeta italiano (n. 1915)
- 31 gennaio - Amedeo Massari, editore italiano (n. 1926)

## Febbraio(122)
- 1º febbraio - Sam Marcy, scrittore e politico statunitense (n. 1911)
- 1º febbraio - Dante Ongari, storico e ingegnere italiano (n. 1906)
- 1º febbraio - Marco Protasi, matematico e informatico italiano (n. 1950)
- 1º febbraio - Valentino Vailati, arcivescovo cattolico italiano (n. 1914)
- 2 febbraio - Alessandro Brucellaria, partigiano, politico e imprenditore italiano (n. 1914)
- 2 febbraio - Raymond Cattell, psicologo britannico (n. 1905)
- 2 febbraio - Duilio Del Prete, attore, cantautore e cabarettista italiano (n. 1938)
- 2 febbraio - Karl Walter Kamper, astronomo statunitense (n. 1941)
- 2 febbraio - Pietro Masala, sollevatore italiano (n. 1944)
- 2 febbraio - Roger L. Stevens, produttore teatrale e imprenditore statunitense (n. 1910)
- 2 febbraio - Francesco Tagliamonte, politico italiano (n. 1927)
- 2 febbraio - Haroun Tazieff, ingegnere, agronomo e geologo polacco (n. 1914)
- 3 febbraio - Giacomo Blason, allenatore di calcio e calciatore italiano (n. 1914)
- 3 febbraio - Fat Pat, rapper statunitense (n. 1970)
- 3 febbraio - Friedrich Ruttner, medico e entomologo austriaco (n. 1914)
- 3 febbraio - Karla Faye Tucker, criminale statunitense (n. 1959)
- 4 febbraio - Cristóbal Martínez-Bordiú, X marchese di Villaverde, nobile e chirurgo spagnolo (n. 1922)
- 4 febbraio - Rees Stephens, rugbista a 15 gallese (n. 1922)
- 5 febbraio - Tim Kelly, chitarrista statunitense (n. 1963)
- 5 febbraio - Kim Ki-young, regista sudcoreano (n. 1919)
- 5 febbraio - Eduardo Francisco Pironio, cardinale e arcivescovo cattolico argentino (n. 1920)
- 6 febbraio - Bruno Boni, politico e dirigente sportivo italiano (n. 1918)
- 6 febbraio - Falco, cantante e musicista austriaco (n. 1957)
- 6 febbraio - Tony LeVier, aviatore statunitense (n. 1913)
- 6 febbraio - Maurits Van Herzele, ciclista su strada belga (n. 1917)
- 6 febbraio - Carl Wilson, musicista statunitense (n. 1946)
- 6 febbraio - Nazim al-Qudsi, politico siriano (n. 1906)
- 6 febbraio - Claude Érignac, prefetto francese (n. 1937)
- 7 febbraio - Antonio Scialdone, ammiraglio italiano (n. 1917)
- 8 febbraio - Halldór Laxness, scrittore islandese (n. 1902)
- 8 febbraio - Bob Naber, cestista statunitense (n. 1929)
- 8 febbraio - Gino Penno, tenore italiano (n. 1920)
- 8 febbraio - Enoch Powell, politico, scrittore e militare britannico (n. 1912)
- 8 febbraio - Julian Simon, economista statunitense (n. 1932)
- 9 febbraio - George Cafego, giocatore di football americano statunitense (n. 1915)
- 9 febbraio - Panagiōtīs Katsourīs, calciatore greco (n. 1976)
- 9 febbraio - Emanuele Romano, vescovo cattolico italiano (n. 1912)
- 9 febbraio - Maurice Schumann, politico, giornalista e scrittore francese (n. 1911)
- 10 febbraio - Antonio Ivaldi, calciatore italiano (n. 1923)
- 10 febbraio - Juan Otxoantezana, allenatore di calcio e calciatore spagnolo (n. 1912)
- 11 febbraio - Tore Børrehaug, calciatore norvegese (n. 1944)
- 11 febbraio - Tanvir Dar, hockeista su prato pakistano (n. 1937)
- 11 febbraio - Jonathan Hole, attore statunitense (n. 1904)
- 11 febbraio - Archimede Orlandini, liutaio italiano (n. 1909)
- 11 febbraio - Sergio Rossi, attore e doppiatore italiano (n. 1921)
- 12 febbraio - Hugh Gardner Ackley, economista e ambasciatore statunitense (n. 1915)
- 12 febbraio - Josef Crha, calciatore cecoslovacco (n. 1927)
- 12 febbraio - Augusta Guidetti, docente, scrittrice e giornalista italiana (n. 1908)
- 12 febbraio - Cesare Pollastri, liutaio italiano (n. 1925)
- 12 febbraio - Ralf Reichenbach, pesista tedesco (n. 1950)
- 13 febbraio - José Ignacio Barraquer, medico spagnolo (n. 1916)
- 13 febbraio - Gaetano Tamborrino Orsini, generale, scrittore e poeta italiano (n. 1921)
- 14 febbraio - Denise Paulme, antropologa e africanista francese (n. 1909)
- 15 febbraio - Enzo Bottasso, bibliotecario e bibliografo italiano (n. 1918)
- 15 febbraio - Martha Gellhorn, giornalista e scrittrice statunitense (n. 1908)
- 15 febbraio - Oreste Macrì, critico letterario, filologo e ispanista italiano (n. 1913)
- 15 febbraio - Samuel Schillinger, calciatore cecoslovacco (n. 1903)
- 15 febbraio - Louie Spicolli, wrestler statunitense (n. 1971)
- 16 febbraio - Luciano Satta, linguista, saggista e giornalista italiano (n. 1924)
- 17 febbraio - Nicolas Bouvier, scrittore e giornalista svizzero (n. 1929)
- 17 febbraio - Giorgio Cattaneo, pattinatore di velocità su ghiaccio italiano (n. 1923)
- 17 febbraio - Bimal Chandra, nuotatore indiano (n. 1927)
- 17 febbraio - Hilaire Couvreur, ciclista su strada belga (n. 1924)
- 17 febbraio - Aníbal Filiberti, pallanuotista argentino (n. 1914)
- 17 febbraio - Marie-Louise von Franz, psicoanalista svizzera (n. 1915)
- 17 febbraio - Ernst Jünger, scrittore, militare e filosofo tedesco (n. 1895)
- 17 febbraio - Ernst Käsemann, insegnante tedesco (n. 1906)
- 17 febbraio - Bob Merrill, compositore statunitense (n. 1921)
- 18 febbraio - Lidia Bongiovanni, velocista e altista italiana (n. 1914)
- 18 febbraio - Antonio Escuriet, ciclista su strada spagnolo (n. 1909)
- 18 febbraio - Gianna Giuffrè, attrice e cantante italiana (n. 1916)
- 18 febbraio - Aleksandr Pavlovič Guljaev, ingegnere e compositore di scacchi russo (n. 1908)
- 18 febbraio - Robbie James, calciatore gallese (n. 1957)
- 18 febbraio - Vera Nandi, attrice e cantante italiana (n. 1924)
- 18 febbraio - Scott O'Hara, attore pornografico, poeta e scrittore statunitense (n. 1961)
- 19 febbraio - Gianfranco Canali, storico italiano (n. 1950)
- 19 febbraio - Pak Flohr, sportivo indonesiano (n. 1923)
- 19 febbraio - George Male, calciatore inglese (n. 1910)
- 19 febbraio - Mancur Olson, economista statunitense (n. 1932)
- 19 febbraio - Lothar Vetterke, calciatore tedesco orientale (n. 1932)
- 20 febbraio - Carlo Balestra di Mottola, militare, diplomatico e politico italiano (n. 1911)
- 20 febbraio - Henry Livings, commediografo e sceneggiatore britannico (n. 1929)
- 20 febbraio - Virgilio Tommasi, lunghista italiano (n. 1905)
- 21 febbraio - Ramón Bravo, fotografo, scrittore e nuotatore messicano (n. 1925)
- 21 febbraio - Karl Geyer, allenatore di calcio e calciatore austriaco (n. 1899)
- 21 febbraio - Baboo Nimal, hockeista su prato indiano (n. 1908)
- 21 febbraio - Sven Ivar Seldinger, radiologo svedese (n. 1921)
- 22 febbraio - Ettore Cordiano, ingegnere italiano (n. 1923)
- 22 febbraio - Carlo Dionisotti, critico letterario, filologo e storico della letteratura italiano (n. 1908)
- 22 febbraio - Sandro Franchina, regista e attore italiano (n. 1939)
- 22 febbraio - Anna Maria Gueizelor, ballerina e attrice pakistana (n. 1907)
- 22 febbraio - Jovan Kratohvil, scultore e tiratore a segno jugoslavo (n. 1924)
- 23 febbraio - Philip Abbott, attore statunitense (n. 1924)
- 24 febbraio - Oscar Brazzi, produttore cinematografico, regista e sceneggiatore italiano (n. 1918)
- 24 febbraio - Alfonso Merendino, pilota automobilistico italiano (n. 1942)
- 24 febbraio - Lalita Pawar, attrice indiana (n. 1916)
- 24 febbraio - Antonio Prohías, fumettista cubano (n. 1921)
- 24 febbraio - Anna Rossettini, artista italiana (n. 1940)
- 24 febbraio - Abraham Shneior, cestista e allenatore di pallacanestro israeliano (n. 1928)
- 25 febbraio - Giovanni Baltaro, politico, partigiano e sindacalista italiano (n. 1910)
- 25 febbraio - Frans Bonduel, ciclista su strada belga (n. 1907)
- 25 febbraio - Francesca Braggiotti, danzatrice e attrice italiana (n. 1902)
- 25 febbraio - Wanda Jakubowska, regista e sceneggiatrice polacca (n. 1907)
- 25 febbraio - Umberto Mastroianni, scultore, pittore e partigiano italiano (n. 1910)
- 25 febbraio - Lia Pasqualino Noto, pittrice e collezionista d'arte italiana (n. 1909)
- 25 febbraio - Pruden Sánchez, calciatore spagnolo (n. 1916)
- 25 febbraio - Vico Torriani, cantante, attore e conduttore televisivo svizzero (n. 1920)
- 25 febbraio - Luigi Veronesi, pittore, fotografo e regista italiano (n. 1908)
- 26 febbraio - James Algar, regista, sceneggiatore e produttore cinematografico statunitense (n. 1912)
- 26 febbraio - Jimmy Hagan, allenatore di calcio e calciatore inglese (n. 1918)
- 26 febbraio - Dodi Moscati, cantautrice e giornalista italiana (n. 1942)
- 26 febbraio - Theodore Schultz, economista statunitense (n. 1902)
- 27 febbraio - Larry Friend, cestista statunitense (n. 1935)
- 27 febbraio - Marcello Geppetti, fotografo italiano (n. 1933)
- 27 febbraio - Pietro Giampaoli, incisore e medaglista italiano (n. 1898)
- 27 febbraio - George Herbert Hitchings, medico statunitense (n. 1905)
- 27 febbraio - Alice Rivaz, scrittrice svizzera (n. 1901)
- 27 febbraio - J. T. Walsh, attore statunitense (n. 1943)
- 28 febbraio - Todd Duncan, baritono statunitense (n. 1913)
- 28 febbraio - Elsy Jacobs, ciclista su strada e pistard lussemburghese (n. 1933)
- 28 febbraio - Dermot Morgan, comico e attore irlandese (n. 1952)
- 28 febbraio - Antonio Quarracino, cardinale e arcivescovo cattolico italiano (n. 1923)

## Marzo(120)
- 1º marzo - Mario Andreis, calciatore italiano (n. 1916)
- 1º marzo - Jean Marie Julien Balland, cardinale e arcivescovo cattolico francese (n. 1934)
- 1º marzo - Miltiadīs Carydīs, direttore d'orchestra greco (n. 1923)
- 1º marzo - Archie Goodwin, fumettista, curatore editoriale e artista statunitense (n. 1937)
- 1º marzo - Toti Scialoja, pittore e poeta italiano (n. 1914)
- 2 marzo - Lidia Bianchi, storica dell'arte, museologa e funzionaria italiana (n. 1912)
- 2 marzo - Henry Steele Commager, storico statunitense (n. 1902)
- 2 marzo - Darcy O'Brien, scrittore statunitense (n. 1939)
- 2 marzo - Marc Sautet, scrittore, filosofo e insegnante francese (n. 1947)
- 2 marzo - Dario Savio, calciatore italiano (n. 1912)
- 3 marzo - Giuseppe Caron, politico italiano (n. 1904)
- 4 marzo - Antonio Alsúa, calciatore e allenatore di calcio spagnolo (n. 1919)
- 4 marzo - Betty Bird, attrice austriaca (n. 1901)
- 4 marzo - Donald Rodney, artista britannico (n. 1961)
- 5 marzo - Maria Basaglia, traduttrice, sceneggiatrice e regista italiana (n. 1912)
- 5 marzo - Egle Renata Trincanato, architetta italiana (n. 1910)
- 5 marzo - Donald Woods, attore canadese (n. 1906)
- 6 marzo - John Allin, vescovo anglicano statunitense (n. 1921)
- 6 marzo - Emilio Alonso, cestista cubano (n. 1913)
- 6 marzo - Giuseppe Belmonte, militare e agente segreto italiano (n. 1929)
- 6 marzo - Vanna Vanni, attrice italiana (n. 1915)
- 7 marzo - Bill Cable, attore, stuntman e modello statunitense (n. 1946)
- 7 marzo - Josep Escolà, calciatore spagnolo (n. 1914)
- 7 marzo - Karen Holtsmark, pittrice norvegese (n. 1907)
- 7 marzo - Adem Jashari, generale albanese (n. 1955)
- 7 marzo - Paulius Rabikauskas, presbitero e teologo lituano (n. 1920)
- 7 marzo - Leonie Rysanek, soprano austriaco (n. 1926)
- 7 marzo - Wanda Tettoni, attrice e doppiatrice italiana (n. 1910)
- 8 marzo - Laurie Beechman, attrice e cantante statunitense (n. 1953)
- 8 marzo - Ettore Bentsik, dirigente d'azienda e politico italiano (n. 1932)
- 8 marzo - Luigi Boccadoro, vescovo cattolico italiano (n. 1911)
- 8 marzo - Alexandre Gemignani, cestista brasiliano (n. 1925)
- 8 marzo - Jim Haggarty, hockeista su ghiaccio canadese (n. 1914)
- 8 marzo - Oleg Pavlovič Nikolaevskij, regista sovietico (n. 1922)
- 8 marzo - Peter Nilson, scrittore svedese (n. 1937)
- 8 marzo - Ray Nitschke, giocatore di football americano statunitense (n. 1936)
- 8 marzo - Alberto Sartoris, architetto italiano (n. 1901)
- 9 marzo - Jacques Abtey, agente segreto francese (n. 1908)
- 9 marzo - Yolanda Eminescu, avvocata, giornalista e giurista rumena (n. 1921)
- 9 marzo - Anton Luli, gesuita albanese (n. 1910)
- 9 marzo - Lisa Morpurgo, scrittrice, astrologa e traduttrice italiana (n. 1923)
- 9 marzo - Anna Maria Ortese, scrittrice italiana (n. 1914)
- 9 marzo - Ulrich Schamoni, regista e sceneggiatore tedesco (n. 1939)
- 10 marzo - Ilse Bing, fotografa tedesca (n. 1899)
- 10 marzo - Lloyd Bridges, attore statunitense (n. 1913)
- 10 marzo - Alberto Morrocco, pittore britannico (n. 1917)
- 11 marzo - Buddy Jeannette, cestista, allenatore di pallacanestro e dirigente sportivo statunitense (n. 1917)
- 11 marzo - Lajos Májer, calciatore ungherese (n. 1956)
- 11 marzo - Nino Konis Santana, politico est-timorese (n. 1957)
- 11 marzo - Jean Shiley, altista statunitense (n. 1911)
- 11 marzo - Mária Szánthó, artista ungherese (n. 1897)
- 12 marzo - Jozef Kroner, attore slovacco (n. 1924)
- 12 marzo - Kate Ross, scrittrice statunitense (n. 1956)
- 12 marzo - Beatrice Wood, artista, ceramista e attrice statunitense (n. 1893)
- 13 marzo - Giuseppe Calabrese, imprenditore e inventore italiano (n. 1913)
- 13 marzo - Claudio Gora, attore e regista italiano (n. 1913)
- 13 marzo - Hans von Ohain, ingegnere aeronautico tedesco (n. 1911)
- 13 marzo - Bill Reid, artista canadese (n. 1920)
- 13 marzo - Abdelmalek Sayad, sociologo e filosofo algerino (n. 1933)
- 13 marzo - Paulin, cantante italiano (n. 1935)
- 13 marzo - Peter Sillett, calciatore inglese (n. 1933)
- 13 marzo - Kōshō Uchiyama, monaco buddhista giapponese (n. 1912)
- 14 marzo - Dave Minor, cestista statunitense (n. 1922)
- 14 marzo - Leo Sotorník, ginnasta cecoslovacco (n. 1926)
- 15 marzo - Gennadij Evrjužichin, calciatore sovietico (n. 1944)
- 15 marzo - Tim Maia, cantante e compositore brasiliano (n. 1942)
- 15 marzo - Maud Mannoni, psicoanalista francese (n. 1923)
- 15 marzo - Dušan Pašek, hockeista su ghiaccio e dirigente sportivo cecoslovacco (n. 1960)
- 15 marzo - Camille Plubeau, militare e aviatore francese (n. 1910)
- 15 marzo - Benjamin Spock, pediatra e educatore statunitense (n. 1903)
- 15 marzo - Clemens Wientjes, calciatore tedesco (n. 1920)
- 16 marzo - Derek Harold Richard Barton, chimico britannico (n. 1918)
- 16 marzo - Fernando Clemente, architetto e urbanista italiano (n. 1917)
- 16 marzo - Antonio Mazza, vescovo cattolico italiano (n. 1919)
- 16 marzo - Guillermo Verdugo, cestista cileno
- 17 marzo - Cliff Barker, cestista e allenatore di pallacanestro statunitense (n. 1921)
- 17 marzo - Roberto Dionigi, filosofo italiano (n. 1941)
- 17 marzo - Helen Westcott, attrice statunitense (n. 1928)
- 18 marzo - Salvatore Notarrigo, fisico italiano (n. 1931)
- 19 marzo - George Child-Villiers, visconte di Villiers, nobile inglese (n. 1948)
- 19 marzo - Hanzade Sultan, principessa ottomana (n. 1923)
- 19 marzo - Jean-Baptiste Outhay Thepmany, vescovo cattolico laotiano (n. 1935)
- 19 marzo - Catherine Sauvage, cantante e attrice francese (n. 1929)
- 19 marzo - Hideo Shima, ingegnere e dirigente d'azienda giapponese (n. 1901)
- 21 marzo - Ben Bagley, produttore teatrale e produttore discografico statunitense (n. 1933)
- 21 marzo - Galina Sergeevna Ulanova, danzatrice sovietica (n. 1910)
- 22 marzo - Jean-Pierre Brucato, calciatore francese (n. 1944)
- 22 marzo - John Richard Keating, vescovo cattolico statunitense (n. 1934)
- 22 marzo - Shōichi Nishimura, allenatore di calcio e calciatore giapponese (n. 1912)
- 23 marzo - Edoardo Alfieri, scultore italiano (n. 1913)
- 23 marzo - Gerald Stano, assassino seriale statunitense (n. 1951)
- 23 marzo - Georges Taisne, calciatore francese (n. 1904)
- 24 marzo - Armando Belletti, calciatore italiano (n. 1914)
- 24 marzo - Antenore Marmiroli, allenatore di calcio e calciatore italiano (n. 1919)
- 24 marzo - António Ribeiro, cardinale e patriarca cattolico portoghese (n. 1928)
- 25 marzo - Daniel Massey, attore britannico (n. 1933)
- 25 marzo - Anselmo Pucci, politico e sindacalista italiano (n. 1923)
- 25 marzo - Steven Schiff, politico e avvocato statunitense (n. 1947)
- 27 marzo - Julio César Britos, calciatore uruguaiano (n. 1926)
- 27 marzo - John William Comber, vescovo cattolico e missionario statunitense (n. 1906)
- 27 marzo - David McClelland, psicologo statunitense (n. 1917)
- 27 marzo - Ferdinand Anton Ernst Porsche, imprenditore austriaco (n. 1909)
- 28 marzo - Antonín Rýgr, allenatore di calcio e calciatore cecoslovacco (n. 1921)
- 28 marzo - Paulo Ubiratan, regista e produttore televisivo brasiliano (n. 1947)
- 28 marzo - Luigi Vietti, architetto e urbanista italiano (n. 1903)
- 29 marzo - Richard Bellamy, gallerista e mercante d'arte statunitense (n. 1927)
- 29 marzo - Giuliano Biagetti, regista e sceneggiatore italiano (n. 1925)
- 29 marzo - Kvitka Cisyk, cantante statunitense (n. 1953)
- 29 marzo - Eugene Walter, attore e scrittore statunitense (n. 1921)
- 30 marzo - Ramsay Ames, attrice, cantante e ballerina statunitense (n. 1919)
- 30 marzo - Pierre Angel, calciatore e allenatore di calcio francese (n. 1924)
- 30 marzo - Michèle Arnaud, cantante francese (n. 1919)
- 30 marzo - Massimo Franciosa, sceneggiatore, regista e scrittore italiano (n. 1924)
- 30 marzo - Lorenzo Gazzari, calciatore italiano (n. 1907)
- 30 marzo - Primo Moroni, scrittore italiano (n. 1936)
- 31 marzo - Bella Abzug, attivista e politica statunitense (n. 1920)
- 31 marzo - Tim Flock, pilota automobilistico statunitense (n. 1924)
- 31 marzo - Carlos Santamaría, calciatore argentino (n. 1912)
- 31 marzo - Valentin Selivanov, regista sovietico (n. 1938)
- 31 marzo - Roger Vandooren, calciatore francese (n. 1923)

## Aprile(114)
- 1º aprile - Gene Evans, attore statunitense (n. 1922)
- 1º aprile - Angelo Galateri di Genola, generale italiano (n. 1912)
- 1º aprile - Janusz Nasfeter, regista e sceneggiatore polacco (n. 1920)
- 1º aprile - Rozz Williams, cantante statunitense (n. 1963)
- 2 aprile - Ronnie Dix, calciatore inglese (n. 1912)
- 3 aprile - Mary Cartwright, matematica britannica (n. 1900)
- 3 aprile - Caroline Fletcher, tuffatrice statunitense (n. 1906)
- 3 aprile - Givi K'art'ozia, lottatore sovietico (n. 1929)
- 3 aprile - Charles Lang, direttore della fotografia statunitense (n. 1901)
- 3 aprile - Rob Pilatus, cantante, ballerino e modello tedesco (n. 1965)
- 3 aprile - Wolf Vostell, pittore e scultore tedesco (n. 1932)
- 4 aprile - Kate Bosse-Griffiths, egittologa e scrittrice tedesca (n. 1910)
- 4 aprile - Ángel Schandlein, calciatore argentino (n. 1930)
- 5 aprile - Ettore Bonora, critico letterario, storico della letteratura e italianista italiano (n. 1915)
- 5 aprile - Cozy Powell, batterista britannico (n. 1947)
- 6 aprile - Edgar Ablowich, velocista statunitense (n. 1913)
- 6 aprile - Rudy Dhaenens, ciclista su strada e pistard belga (n. 1961)
- 6 aprile - Antonio Randi, lottatore italiano (n. 1921)
- 6 aprile - Wendy O. Williams, cantante statunitense (n. 1949)
- 6 aprile - Tammy Wynette, cantautrice statunitense (n. 1942)
- 7 aprile - Vitalij Galkov, canoista sovietico (n. 1939)
- 8 aprile - Anatole Dauman, produttore cinematografico francese (n. 1925)
- 8 aprile - Roberto Guiducci, urbanista, sociologo e ingegnere italiano (n. 1923)
- 8 aprile - René Pellos, fumettista francese (n. 1900)
- 9 aprile - Antonio Balsamo, compositore e sassofonista italiano (n. 1934)
- 9 aprile - Francesco Murgia, politico e avvocato italiano (n. 1903)
- 9 aprile - Aleksej Spiridonov, martellista sovietico (n. 1951)
- 9 aprile - John Tate, pugile statunitense (n. 1955)
- 10 aprile - Dieter Erler, calciatore tedesco orientale (n. 1939)
- 10 aprile - Serafino, monaco cristiano e arcivescovo ortodosso greco (n. 1913)
- 10 aprile - Zezé Moreira, calciatore e allenatore di calcio brasiliano (n. 1917)
- 11 aprile - Paolo Arnaboldi, presbitero e teologo italiano (n. 1914)
- 11 aprile - Rodney Harvey, attore statunitense (n. 1967)
- 11 aprile - Georges Houyvet, calciatore francese (n. 1906)
- 11 aprile - Alfonso Menna, politico italiano (n. 1890)
- 11 aprile - Kristaq Rama, scultore albanese (n. 1932)
- 11 aprile - Ivan Čerepnin, compositore statunitense (n. 1943)
- 12 aprile - Giovanni Demaria, economista italiano (n. 1899)
- 12 aprile - Ljubica Otašević, cestista e attrice jugoslava (n. 1933)
- 12 aprile - Bruno Rodzik, calciatore francese (n. 1935)
- 12 aprile - Charles Sibley, ornitologo e biologo statunitense (n. 1917)
- 13 aprile - Nyta Dover, attrice svizzera (n. 1927)
- 13 aprile - Patrick de Gayardon, paracadutista francese (n. 1960)
- 13 aprile - Bahi Ladgham, politico tunisino (n. 1913)
- 14 aprile - Harry Lee, tennista britannico (n. 1907)
- 14 aprile - Sandro Sequi, drammaturgo, regista e scrittore italiano (n. 1933)
- 14 aprile - Dorothy Squires, cantante gallese (n. 1915)
- 15 aprile - Tony Astarita, cantante italiano (n. 1939)
- 15 aprile - William Congdon, pittore statunitense (n. 1912)
- 15 aprile - Pompeo D'Ambrosio, imprenditore italiano (n. 1917)
- 15 aprile - Domenico Parola, calciatore e allenatore di calcio italiano (n. 1945)
- 15 aprile - Pol Pot, rivoluzionario e politico cambogiano (n. 1925)
- 15 aprile - Kayo Wnorowski, cestista statunitense (n. 1921)
- 16 aprile - Alberto Calderón, matematico argentino (n. 1920)
- 16 aprile - Fred Davis, giocatore di snooker inglese (n. 1913)
- 16 aprile - Marie-Louise Meilleur, supercentenaria canadese (n. 1880)
- 17 aprile - Alberto Bovone, cardinale e arcivescovo cattolico italiano (n. 1922)
- 17 aprile - Luigi Gorlani, calciatore italiano (n. 1929)
- 17 aprile - Linda McCartney, fotografa, tastierista e cantante statunitense (n. 1941)
- 18 aprile - Ferenc Deák, calciatore ungherese (n. 1922)
- 18 aprile - Francis Durbridge, scrittore e sceneggiatore britannico (n. 1912)
- 18 aprile - Nelson Gonçalves, cantante, compositore e chitarrista brasiliano (n. 1919)
- 18 aprile - Otto Pollak, scrittore e docente statunitense (n. 1908)
- 18 aprile - Linda Schele, antropologa e storica statunitense (n. 1942)
- 18 aprile - Alberto Trabucchi, giurista italiano (n. 1907)
- 19 aprile - Cataldo Cassano, politico e docente italiano (n. 1902)
- 19 aprile - Lorna Volare, attrice australiana (n. 1911)
- 20 aprile - Severo Cominelli, calciatore italiano (n. 1915)
- 20 aprile - Yoshio Inaba, attore giapponese (n. 1920)
- 20 aprile - Edwin Thompson Jaynes, fisico e statistico statunitense (n. 1922)
- 20 aprile - Aram Katcher, attore turco (n. 1921)
- 20 aprile - Ossi Marxer, sciatore alpino liechtensteinese (n. 1953)
- 20 aprile - Octavio Paz, poeta, scrittore e saggista messicano (n. 1914)
- 21 aprile - Spalato Bellerè, politico italiano (n. 1938)
- 21 aprile - Peter Lind Hayes, attore e compositore statunitense (n. 1915)
- 21 aprile - Jean-François Lyotard, filosofo francese (n. 1924)
- 22 aprile - Alfredo Rodrigues da Motta, cestista brasiliano (n. 1921)
- 22 aprile - Kitch Christie, allenatore di rugby a 15 e rugbista a 15 sudafricano (n. 1940)
- 22 aprile - Carlo Donida, compositore e pianista italiano (n. 1920)
- 22 aprile - León Najnudel, cestista, allenatore di pallacanestro e dirigente sportivo argentino (n. 1941)
- 22 aprile - Régine Pernoud, storica francese (n. 1909)
- 22 aprile - Marvin Worth, produttore cinematografico e sceneggiatore statunitense (n. 1925)
- 23 aprile - Augusto Baccin, architetto e urbanista italiano (n. 1914)
- 23 aprile - Anselmo Bersano, musicista italiano (n. 1903)
- 23 aprile - Kōnstantinos Karamanlīs, politico greco (n. 1907)
- 23 aprile - James Earl Ray, criminale statunitense (n. 1928)
- 23 aprile - Gregor von Rezzori, scrittore, attore e artista austriaco (n. 1914)
- 24 aprile - Mel Powell, compositore e docente statunitense (n. 1923)
- 24 aprile - Christiane Rochefort, scrittrice francese (n. 1917)
- 24 aprile - Nikodem Skotarczak, criminale polacco (n. 1954)
- 25 aprile - Jorge Dominichi, calciatore argentino (n. 1947)
- 25 aprile - Wright Morris, scrittore, saggista e fotografo statunitense (n. 1910)
- 25 aprile - Christian Mortensen, supercentenario danese (n. 1882)
- 25 aprile - Valerio Valeri, filosofo e antropologo italiano (n. 1944)
- 26 aprile - Alan Boxer, ufficiale neozelandese (n. 1916)
- 26 aprile - Giordano Falzoni, artista, scrittore e attore italiano (n. 1925)
- 26 aprile - Juan José Gerardi Conedera, vescovo cattolico guatemalteco (n. 1922)
- 26 aprile - Gabe Paul, imprenditore statunitense (n. 1910)
- 26 aprile - Pauline Réage, scrittrice francese (n. 1907)
- 27 aprile - Carlos Castaneda, scrittore peruviano (n. 1925)
- 27 aprile - Gabriel Ferenčík, calciatore slovacco (n. 1919)
- 27 aprile - Ralph Alexander Raphael, chimico inglese (n. 1921)
- 27 aprile - Bruno Rodolfi, calciatore argentino (n. 1915)
- 27 aprile - Nguyễn Văn Linh, politico vietnamita (n. 1915)
- 27 aprile - Doak Walker, giocatore di football americano statunitense (n. 1927)
- 28 aprile - Jerome Bixby, scrittore, curatore editoriale e sceneggiatore statunitense (n. 1923)
- 28 aprile - Valerij Nikolaevič Karpov, compositore di scacchi russo (n. 1939)
- 28 aprile - Ugo Maccabruni, pittore italiano (n. 1923)
- 29 aprile - Antonio Carbonaro, sociologo italiano (n. 1927)
- 29 aprile - Samuel Cummings, imprenditore statunitense (n. 1927)
- 29 aprile - Harold Devine, pugile statunitense (n. 1909)
- 29 aprile - Italia Lucchini, velocista italiana (n. 1918)
- 30 aprile - Nizar Qabbani, diplomatico, poeta e editore siriano (n. 1923)
- 30 aprile - Johanna Selbach, nuotatrice olandese (n. 1918)

## Maggio(102)
- 1º maggio - Eldridge Cleaver, attivista e saggista statunitense (n. 1935)
- 1º maggio - Emilio Pulli, politico italiano (n. 1926)
- 2 maggio - Justin Fashanu, calciatore inglese (n. 1961)
- 2 maggio - Hide, cantante e chitarrista giapponese (n. 1964)
- 2 maggio - Antonio Iannello, architetto, urbanista e ambientalista italiano (n. 1930)
- 2 maggio - Gene Raymond, attore statunitense (n. 1908)
- 2 maggio - Carey Wilber, sceneggiatore statunitense (n. 1916)
- 2 maggio - Guglielmo Zucconi, giornalista, scrittore e politico italiano (n. 1919)
- 3 maggio - René Acht, pittore svizzero (n. 1920)
- 3 maggio - Jesse Alto, giocatore di poker statunitense (n. 1927)
- 3 maggio - Bernard Gagnebin, giurista, letterato e storico svizzero (n. 1915)
- 3 maggio - Raimund Harmstorf, attore tedesco (n. 1939)
- 3 maggio - David Hooper, scacchista britannico (n. 1915)
- 3 maggio - René Mugica, attore, regista e sceneggiatore argentino (n. 1909)
- 3 maggio - Xue Yue, generale cinese (n. 1896)
- 4 maggio - Vernon Bourke, filosofo canadese (n. 1907)
- 4 maggio - Renata Debenedetti, scrittrice e traduttrice italiana (n. 1907)
- 4 maggio - Alois Estermann, ufficiale svizzero (n. 1954)
- 4 maggio - José Olguín, pallanuotista messicano (n. 1926)
- 4 maggio - Francesco Panvini Rosati, numismatico italiano (n. 1923)
- 4 maggio - Nicolò Rode, velista italiano (n. 1912)
- 4 maggio - Lino Troisi, attore e doppiatore italiano (n. 1932)
- 5 maggio - Bice Bisordi, scultrice italiana (n. 1905)
- 5 maggio - Juan Gimeno, ciclista su strada spagnolo (n. 1913)
- 5 maggio - Marco Mattiucci, militare e vigile del fuoco italiano (n. 1967)
- 5 maggio - Tommy McCook, sassofonista giamaicano (n. 1927)
- 5 maggio - Frithjof Schuon, filosofo e mistico svizzero (n. 1907)
- 5 maggio - Paul Seymour, cestista e allenatore di pallacanestro statunitense (n. 1928)
- 5 maggio - Marek Sobczyński, cestista polacco (n. 1963)
- 6 maggio - Chatichai Choonhavan, politico e generale thailandese (n. 1920)
- 6 maggio - Sybil Connolly, stilista irlandese (n. 1921)
- 7 maggio - István Hasznos, pallanuotista ungherese (n. 1924)
- 7 maggio - Allan McLeod Cormack, fisico sudafricano (n. 1924)
- 7 maggio - Eddie Rabbitt, cantautore e musicista statunitense (n. 1941)
- 8 maggio - Jacques Dumesnil, attore francese (n. 1903)
- 8 maggio - Johannes Kotkas, lottatore estone (n. 1915)
- 9 maggio - Bernard Dwork, matematico statunitense (n. 1923)
- 9 maggio - Alice Faye, attrice e cantante statunitense (n. 1915)
- 9 maggio - Jean Guéguen, ciclista su strada francese (n. 1924)
- 9 maggio - Rudolf Ismayr, sollevatore tedesco (n. 1908)
- 9 maggio - Michaël Paquay, pilota motociclistico belga (n. 1972)
- 9 maggio - Gerhard Siedl, calciatore tedesco (n. 1929)
- 10 maggio - Ambrogio Alfonso, calciatore e allenatore di calcio italiano (n. 1917)
- 10 maggio - Angelo Caimo, calciatore italiano (n. 1914)
- 10 maggio - Ricardo Esberad Capanema, nuotatore brasiliano (n. 1933)
- 10 maggio - Nekojiru, fumettista e illustratrice giapponese (n. 1967)
- 10 maggio - Clara Rockmore, musicista lituana (n. 1911)
- 10 maggio - Walter Rodekamp, calciatore tedesco (n. 1941)
- 11 maggio - Alfonso Borra, calciatore e allenatore di calcio italiano (n. 1920)
- 11 maggio - Cesare Perdisa, pilota automobilistico italiano (n. 1932)
- 11 maggio - Antonio Quistelli, lottatore italiano (n. 1949)
- 12 maggio - Hermann Lenz, scrittore tedesco (n. 1913)
- 13 maggio - Lido Albanesi, calciatore francese (n. 1921)
- 13 maggio - Gunnar Jansson, calciatore svedese (n. 1907)
- 14 maggio - Mahmud di Terengganu, sovrano malese (n. 1930)
- 14 maggio - Dulcídio Boschilia, arbitro di calcio brasiliano (n. 1938)
- 14 maggio - Frank Sinatra, cantante e attore statunitense (n. 1915)
- 14 maggio - Marjory Stoneman Douglas, giornalista e scrittrice statunitense (n. 1890)
- 15 maggio - Gunter d'Alquen, giornalista e militare tedesco (n. 1910)
- 15 maggio - Jean-Marie Cieleska, ciclista su strada francese (n. 1928)
- 15 maggio - John Hawkes, scrittore statunitense (n. 1925)
- 15 maggio - Earl Manigault, cestista statunitense (n. 1944)
- 15 maggio - Sergej Paramonov, cantante sovietico (n. 1961)
- 17 maggio - Hugh Rouse, attore britannico (n. 1920)
- 17 maggio - Ray Werner, giocatore di curling canadese (n. 1935)
- 19 maggio - Sōsuke Uno, politico giapponese (n. 1922)
- 20 maggio - Chuck Bloedorn, cestista e giocatore di baseball statunitense (n. 1912)
- 20 maggio - Ricardo Franco, regista, sceneggiatore e attore spagnolo (n. 1949)
- 21 maggio - Erik Bladström, canoista svedese (n. 1918)
- 21 maggio - Vasco Calonaci, politico italiano (n. 1927)
- 21 maggio - Douglas Fowley, attore statunitense (n. 1911)
- 21 maggio - Robert Gist, attore e regista statunitense (n. 1917)
- 21 maggio - Gino Vermicelli, partigiano, politico e scrittore italiano (n. 1922)
- 22 maggio - Alfonso Beretta, vescovo cattolico italiano (n. 1911)
- 22 maggio - Yull Brown, ingegnere bulgaro (n. 1922)
- 22 maggio - Domenico Cantatore, pittore, illustratore e scrittore italiano (n. 1906)
- 22 maggio - Pietro Castignani, allenatore di calcio e calciatore italiano (n. 1924)
- 22 maggio - John Derek, regista, attore e fotografo statunitense (n. 1926)
- 22 maggio - Mario Rossi, calciatore italiano (n. 1935)
- 23 maggio - Hansjörg Bitterlich, presbitero, abate e scrittore austriaco (n. 1923)
- 23 maggio - Elia Marcelli, poeta, regista e sceneggiatore italiano (n. 1915)
- 24 maggio - Ľudovít Dubovský, calciatore slovacco (n. 1918)
- 24 maggio - Bianca Maria Pirazzoli, attrice teatrale e regista teatrale italiana (n. 1951)
- 25 maggio - Arrigo Colombo, produttore cinematografico italiano (n. 1916)
- 25 maggio - Todd Witsken, tennista statunitense (n. 1963)
- 26 maggio - Lucio Mariano Brandi, politico italiano (n. 1918)
- 26 maggio - Pasquale Lops, politico italiano (n. 1927)
- 26 maggio - Domenico Morelli, architetto e ingegnere italiano (n. 1900)
- 27 maggio - Pietro Donzelli, fotografo italiano (n. 1915)
- 28 maggio - Emilio Argiroffi, politico e poeta italiano (n. 1922)
- 28 maggio - Phil Hartman, attore, comico e doppiatore canadese (n. 1948)
- 28 maggio - Giovanni Valetti, ciclista su strada italiano (n. 1913)
- 28 maggio - Bill Williams, autore di videogiochi e programmatore statunitense (n. 1960)
- 29 maggio - Orlando Anderson, criminale statunitense (n. 1974)
- 29 maggio - Barry Goldwater, politico statunitense (n. 1909)
- 29 maggio - Antonio Mazzarolli, politico italiano (n. 1928)
- 30 maggio - Jozef Balázsy, calciatore cecoslovacco (n. 1919)
- 30 maggio - Aldo Ghedin, organista italiano (n. 1926)
- 30 maggio - Max Prieto, calciatore messicano (n. 1919)
- 31 maggio - Maria Luisa Fagioli, scrittrice e traduttrice italiana (n. 1922)
- 31 maggio - Antonio Salamone, mafioso italiano (n. 1918)
- 31 maggio - Stanisław Wisłocki, direttore d'orchestra polacco (n. 1921)

## Giugno(118)
- 1º giugno - Gottfried Dienst, arbitro di calcio svizzero (n. 1919)
- 1º giugno - Junkyard Dog, wrestler e giocatore di football americano statunitense (n. 1952)
- 1º giugno - Lucio Lazzarino, ingegnere italiano (n. 1913)
- 1º giugno - Luigi Maverna, arcivescovo cattolico italiano (n. 1920)
- 1º giugno - José Pedraza, marciatore messicano (n. 1937)
- 1º giugno - Joseph Russo, mafioso statunitense (n. 1931)
- 2 giugno - Daniel Isaac Axelrod, botanico e geologo statunitense (n. 1910)
- 2 giugno - Helen Carter, musicista statunitense (n. 1927)
- 3 giugno - Lucien Conein, militare e agente segreto statunitense (n. 1919)
- 3 giugno - Ernest Henry, nuotatore australiano (n. 1904)
- 3 giugno - Joan José Nogués, allenatore di calcio e calciatore spagnolo (n. 1909)
- 3 giugno - Egidio Oliveri, pittore italiano (n. 1911)
- 4 giugno - Philippe Charbonneaux, designer francese (n. 1917)
- 4 giugno - Josephine Hutchinson, attrice statunitense (n. 1903)
- 4 giugno - Ray Montgomery, attore statunitense (n. 1922)
- 4 giugno - Miguel Montuori, calciatore argentino (n. 1930)
- 5 giugno - Flora Capponi, illustratrice e costumista italiana (n. 1920)
- 5 giugno - Michele Cifarelli, politico italiano (n. 1913)
- 5 giugno - Ettore Costantini, alpinista italiano (n. 1921)
- 5 giugno - Alfred Kazin, critico letterario e saggista statunitense (n. 1915)
- 5 giugno - Emilio Mori, ostacolista e multiplista italiano (n. 1908)
- 5 giugno - Jeanette Nolan, attrice e doppiatrice statunitense (n. 1911)
- 5 giugno - Dieter Roth, poeta e artista tedesco (n. 1930)
- 6 giugno - Louise Bickerton, tennista australiana (n. 1902)
- 6 giugno - Sergio Lusso, calciatore italiano (n. 1930)
- 6 giugno - Paolo Marocchi, allenatore di calcio e calciatore italiano (n. 1936)
- 6 giugno - Moy Lin-shin, monaco taoista cinese (n. 1931)
- 6 giugno - Roberto Panisi, calciatore italiano (n. 1943)
- 7 giugno - Giorgio Fregosi, politico italiano (n. 1938)
- 7 giugno - Wally Gold, produttore discografico, cantante e chitarrista statunitense (n. 1928)
- 7 giugno - Bohuslav Ondráček, produttore discografico e musicista cecoslovacco (n. 1932)
- 7 giugno - Ralph Vaughn, cestista statunitense (n. 1918)
- 8 giugno - Sani Abacha, generale e politico nigeriano (n. 1943)
- 8 giugno - Jean-Émile Charon, fisico e filosofo francese (n. 1920)
- 8 giugno - Dick Furey, cestista e allenatore di pallacanestro statunitense (n. 1925)
- 8 giugno - McCoy Ingram, cestista statunitense (n. 1931)
- 8 giugno - Larisa Judina, giornalista russa (n. 1945)
- 8 giugno - Maria Reiche, matematica, archeologa e traduttrice tedesca (n. 1903)
- 9 giugno - Agostino Casaroli, cardinale e arcivescovo cattolico italiano (n. 1914)
- 9 giugno - Edmund Koller, bobbista tedesco (n. 1930)
- 10 giugno - Leroy Chollet, cestista statunitense (n. 1924)
- 10 giugno - Fernando Germani, organista italiano (n. 1906)
- 10 giugno - Hammond Innes, scrittore e giornalista inglese (n. 1913)
- 10 giugno - Vida Tomšič, partigiana slovena (n. 1913)
- 11 giugno - Leo Buscaglia, docente e saggista statunitense (n. 1924)
- 11 giugno - Catherine Cookson, scrittrice inglese (n. 1906)
- 11 giugno - Alfons Jēgers, calciatore lettone (n. 1919)
- 11 giugno - Leopoldo Salcedo, attore e produttore cinematografico filippino (n. 1912)
- 11 giugno - Lucia Valentini Terrani, mezzosoprano e contralto italiano (n. 1946)
- 12 giugno - Richard Thompson, animatore e regista statunitense (n. 1914)
- 12 giugno - Rocco Torrebruno, cantante italiano (n. 1933)
- 13 giugno - Nisim Aloni, drammaturgo e traduttore israeliano (n. 1926)
- 13 giugno - Lúcio Costa, architetto brasiliano (n. 1902)
- 13 giugno - Birger Ruud, saltatore con gli sci e sciatore alpino norvegese (n. 1911)
- 13 giugno - Reg Smythe, fumettista britannico (n. 1917)
- 13 giugno - Éric Tabarly, navigatore, velista e militare francese (n. 1931)
- 14 giugno - Camillo Achilli, dirigente sportivo, allenatore di calcio e calciatore italiano (n. 1921)
- 15 giugno - Robert Berton, storico italiano (n. 1909)
- 15 giugno - Keith Newton, calciatore inglese (n. 1941)
- 15 giugno - Thierry Salmon, regista teatrale belga (n. 1957)
- 16 giugno - Roberto Cañedo, attore messicano (n. 1918)
- 16 giugno - Serafim Cholodkov, allenatore di calcio e calciatore sovietico (n. 1920)
- 16 giugno - Bryce Heffley, cestista statunitense (n. 1929)
- 16 giugno - Carmine Iacovazzo, calciatore italiano (n. 1920)
- 16 giugno - Fred Wacker, pilota automobilistico statunitense (n. 1918)
- 17 giugno - John Joseph Carberry, cardinale e arcivescovo cattolico statunitense (n. 1904)
- 17 giugno - Aage Eriksen, lottatore norvegese (n. 1917)
- 17 giugno - Gyula László, storico, archeologo e artista ungherese (n. 1910)
- 17 giugno - Carlos Loredo, calciatore cubano (n. 1951)
- 18 giugno - Otto Baum, generale tedesco (n. 1911)
- 18 giugno - Alberto Chiari, filologo, critico letterario e italianista italiano (n. 1900)
- 18 giugno - André Chorda, calciatore francese (n. 1938)
- 18 giugno - Edward Eliscu, poeta, produttore cinematografico e attore statunitense (n. 1902)
- 18 giugno - Mario Fontana, calciatore italiano (n. 1906)
- 18 giugno - Olof Gigon, filologo classico e grecista svizzero (n. 1912)
- 18 giugno - Ernesto Grillo, calciatore argentino (n. 1929)
- 18 giugno - Charles Korvin, attore ungherese (n. 1907)
- 18 giugno - Karl-Heinz Spikofski, calciatore e allenatore di calcio tedesco (n. 1927)
- 20 giugno - Ernst Brugger, politico e insegnante svizzero (n. 1914)
- 20 giugno - Heinz Ditgens, calciatore e allenatore di calcio tedesco (n. 1914)
- 20 giugno - Vittorio Ottaviani, vescovo cattolico italiano (n. 1915)
- 20 giugno - Elio Ragni, velocista italiano (n. 1910)
- 20 giugno - Hans Conrad Schumann, militare tedesco (n. 1942)
- 21 giugno - Anastasio Alberto Ballestrero, cardinale e arcivescovo cattolico italiano (n. 1913)
- 21 giugno - Dalmazio Cuttica, calciatore italiano (n. 1933)
- 21 giugno - Emma Danieli, attrice e annunciatrice televisiva italiana (n. 1936)
- 21 giugno - Paolo De Magistris, politico e storico italiano (n. 1925)
- 21 giugno - Peter Mander, velista neozelandese (n. 1928)
- 21 giugno - Elio Morille, canottiere italiano (n. 1927)
- 21 giugno - Michele Randazzo, giornalista e politico italiano (n. 1936)
- 22 giugno - Antonio Comelli, politico italiano (n. 1920)
- 22 giugno - Norberto Méndez, calciatore argentino (n. 1923)
- 23 giugno - Gigi Ghò, architetto e ingegnere italiano (n. 1915)
- 23 giugno - Maureen O'Sullivan, attrice irlandese (n. 1911)
- 24 giugno - Rodolfo Marma, pittore e illustratore italiano (n. 1923)
- 24 giugno - Maurizio Massaria, mafioso italiano (n. 1951)
- 24 giugno - Jean Mercure, attore, scenografo e regista francese (n. 1909)
- 24 giugno - Nicanor Sagarduy Gonzalo, calciatore spagnolo (n. 1931)
- 25 giugno - Lounès Matoub, cantautore, poeta e attivista berbero (n. 1956)
- 26 giugno - Iris Adami Corradetti, soprano italiano (n. 1904)
- 26 giugno - Luciano Pezzi, partigiano, ciclista su strada e dirigente sportivo italiano (n. 1921)
- 26 giugno - Dick Schulz, cestista statunitense (n. 1917)
- 27 giugno - Pierre Boutang, filosofo, poeta e traduttore francese (n. 1916)
- 27 giugno - Armando Da Roit, politico e alpinista italiano (n. 1919)
- 27 giugno - Kruno Prijatelj, storico dell'arte e critico d'arte croato (n. 1922)
- 27 giugno - Kerim Tekin, cantante e attore turco (n. 1975)
- 28 giugno - Guido Guidi, pittore italiano (n. 1901)
- 28 giugno - Zbigniew Herbert, poeta, saggista e drammaturgo polacco (n. 1924)
- 28 giugno - Louis Hostin, sollevatore francese (n. 1908)
- 28 giugno - Jean-Yves Raimbaud, disegnatore francese (n. 1958)
- 28 giugno - Jack Rowley, allenatore di calcio e calciatore inglese (n. 1920)
- 28 giugno - Kamala Sohonie, biochimica indiana (n. 1911)
- 29 giugno - Gaetano Capasso, religioso e scrittore italiano (n. 1927)
- 29 giugno - Jess Hahn, attore statunitense (n. 1921)
- 30 giugno - Renato Capecchi, baritono italiano (n. 1923)
- 30 giugno - Giorgio Carpi, dirigente sportivo, allenatore di calcio e calciatore italiano (n. 1909)
- 30 giugno - Moustapha Dimé, artista senegalese (n. 1952)
- 30 giugno - Gastone Limarilli, tenore italiano (n. 1927)

## Luglio(115)
- 1º luglio - Jane Bell, velocista, ostacolista e giavellottista canadese (n. 1910)
- 1º luglio - Claire Kelly, attrice e modella statunitense (n. 1934)
- 1º luglio - Stig Järrel, attore e regista svedese (n. 1910)
- 1º luglio - Martin Seymour-Smith, poeta, critico letterario e scrittore britannico (n. 1928)
- 2 luglio - Joe Graboski, cestista statunitense (n. 1930)
- 2 luglio - Sergio Maldini, scrittore e giornalista italiano (n. 1923)
- 2 luglio - Maria Miccolis, politica italiana (n. 1925)
- 2 luglio - Reg Potter, pallanuotista britannico (n. 1914)
- 2 luglio - Leonello Raffaelli, politico italiano (n. 1921)
- 2 luglio - Kay Thompson, scrittrice, cantautrice e ballerina statunitense (n. 1909)
- 2 luglio - Sirio Ungherelli, partigiano italiano (n. 1923)
- 3 luglio - Enzo Bartolini, canottiere italiano (n. 1914)
- 3 luglio - Danielle Bunten Berry, autrice di videogiochi statunitense (n. 1949)
- 3 luglio - Myriam Ferretti, soprano italiano (n. 1916)
- 3 luglio - Billie Hughes, cantante, musicista e produttore discografico statunitense (n. 1948)
- 3 luglio - Bernhard Häring, teologo tedesco (n. 1912)
- 3 luglio - Duncan White, ostacolista e velocista singalese (n. 1918)
- 4 luglio - Eolo Fabretti, politico e sindacalista italiano (n. 1912)
- 4 luglio - Kurt Franz, militare tedesco (n. 1914)
- 4 luglio - Giorgio Gusso, attore e doppiatore italiano (n. 1932)
- 4 luglio - Peter Monteverdi, imprenditore e pilota automobilistico svizzero (n. 1934)
- 4 luglio - Luciano Pirazzini, allenatore di calcio e calciatore italiano (n. 1932)
- 4 luglio - Henrik Stangerup, scrittore, regista cinematografico e giornalista danese (n. 1937)
- 4 luglio - Jay Taylor, cestista statunitense (n. 1967)
- 5 luglio - Sid Luckman, giocatore di football americano statunitense (n. 1916)
- 5 luglio - Maria Mercè Marçal, poetessa, scrittrice e editrice spagnola (n. 1952)
- 5 luglio - Frank Righeimer, schermidore statunitense (n. 1909)
- 5 luglio - Helen Rihbany, tennista statunitense (n. 1916)
- 6 luglio - Félix Assunção Antunes, calciatore portoghese (n. 1922)
- 6 luglio - Ugo Lanza, imprenditore italiano (n. 1918)
- 6 luglio - Georges Maton, pistard francese (n. 1913)
- 6 luglio - Roy Rogers, cantante e attore statunitense (n. 1911)
- 7 luglio - Moshood Abiola, politico e imprenditore nigeriano (n. 1937)
- 8 luglio - Lilí de Álvarez, tennista, giornalista e scrittrice spagnola (n. 1905)
- 8 luglio - Albino Garzetti, storico italiano (n. 1914)
- 9 luglio - Aldo Stellita, bassista, cantante e paroliere italiano (n. 1947)
- 10 luglio - Luis Alonso Schökel, gesuita spagnolo (n. 1920)
- 10 luglio - Lonnie Eggleston, cestista statunitense (n. 1918)
- 10 luglio - Erminio Pennacchini, politico, giurista e editore italiano (n. 1920)
- 10 luglio - Elijah Pitts, giocatore di football americano e allenatore di football americano statunitense (n. 1938)
- 11 luglio - Giovanni Lovrovich, presbitero e storico italiano (n. 1915)
- 11 luglio - Carlo Martinato, dirigente d'azienda e divulgatore scientifico italiano (n. 1906)
- 12 luglio - Secondo Bignardi, disegnatore e animatore italiano (n. 1925)
- 12 luglio - Jimmy Driftwood, musicista e compositore statunitense (n. 1907)
- 12 luglio - Serge Lemoyne, pittore canadese (n. 1941)
- 13 luglio - Red Badgro, giocatore di football americano statunitense (n. 1902)
- 13 luglio - Kōnstantinos Kollias, politico e magistrato greco (n. 1901)
- 13 luglio - Gerhard Weigel, militare tedesco (n. 1908)
- 14 luglio - Rex Applegate, militare statunitense (n. 1914)
- 14 luglio - Herman David Koppel, compositore e pianista danese (n. 1908)
- 14 luglio - Cecilia Lavelli, pittrice e modella italiana (n. 1906)
- 14 luglio - Rick e Mac McDonald, imprenditore statunitense (n. 1909)
- 14 luglio - Nguyễn Ngọc Loan, generale e politico vietnamita (n. 1930)
- 14 luglio - Martin Puye, politico equatoguineano (n. 1940)
- 14 luglio - Alfredo Welby, calciatore italiano (n. 1910)
- 15 luglio - Pietro Borgarelli, politico e partigiano italiano (n. 1918)
- 15 luglio - Robert Cornog, fisico e ingegnere statunitense (n. 1912)
- 15 luglio - Mariano Pallottini, architetto e urbanista italiano (n. 1911)
- 16 luglio - Gisella Caccialanza, ballerina statunitense (n. 1914)
- 16 luglio - Philip J. Corso, ufficiale statunitense (n. 1915)
- 16 luglio - Mahbub ul Haq, economista e politico pakistano (n. 1934)
- 17 luglio - Lamberto Gardelli, direttore d'orchestra italiano (n. 1915)
- 17 luglio - Joseph Maher, attore irlandese (n. 1933)
- 17 luglio - Claudia Testoni, ostacolista, velocista e lunghista italiana (n. 1915)
- 18 luglio - David Jack, politico sanvincentino (n. 1918)
- 18 luglio - Svein Bjørn Olsen, calciatore norvegese (n. 1945)
- 19 luglio - Gennaro Soricelli, militare italiano (n. 1931)
- 20 luglio - Alberto Cavallari, giornalista e scrittore italiano (n. 1927)
- 20 luglio - Norah Borges, illustratrice, pittrice e critica d'arte argentina (n. 1901)
- 20 luglio - Tossy Spivakovsky, violinista statunitense (n. 1906)
- 21 luglio - Luciano Fonda, fisico italiano (n. 1931)
- 21 luglio - Alan Shepard, astronauta e aviatore statunitense (n. 1923)
- 21 luglio - Robert Young, attore statunitense (n. 1907)
- 22 luglio - Fritz Buchloh, allenatore di calcio e calciatore tedesco (n. 1909)
- 22 luglio - Hermann Prey, baritono tedesco (n. 1929)
- 22 luglio - Antonio Saura, pittore e scrittore spagnolo (n. 1930)
- 23 luglio - Djibril Diop Mambéty, regista e attore senegalese (n. 1945)
- 23 luglio - Vladimir Dmitrievič Dudincev, scrittore russo (n. 1918)
- 23 luglio - André Gertler, violinista e insegnante ungherese (n. 1907)
- 23 luglio - Jiří Hejský, calciatore cecoslovacco (n. 1927)
- 23 luglio - Vladimir Kärk, cestista e pallavolista estone (n. 1915)
- 23 luglio - Matteo Manuguerra, baritono francese (n. 1924)
- 23 luglio - Manuel Mejía Vallejo, scrittore, giornalista e poeta colombiano (n. 1923)
- 23 luglio - Med Park, cestista statunitense (n. 1933)
- 23 luglio - Mario Squarcina, aviatore e militare italiano (n. 1920)
- 24 luglio - Alta Allen, attrice statunitense (n. 1904)
- 24 luglio - Tazio Secchiaroli, fotografo italiano (n. 1925)
- 25 luglio - Palma Bucarelli, critica d'arte, storica dell'arte e museologa italiana (n. 1910)
- 25 luglio - Francesco Canova, medico e missionario italiano (n. 1908)
- 25 luglio - Tal Farlow, chitarrista statunitense (n. 1921)
- 25 luglio - Luigi Vettraino, calciatore italiano (n. 1920)
- 26 luglio - Sava Antić, calciatore jugoslavo (n. 1928)
- 26 luglio - Aymoré Moreira, allenatore di calcio e calciatore brasiliano (n. 1912)
- 27 luglio - Binnie Barnes, attrice britannica (n. 1903)
- 27 luglio - Zlatko Čajkovski, allenatore di calcio e calciatore jugoslavo (n. 1923)
- 27 luglio - Cleto Carbonara, filosofo italiano (n. 1904)
- 27 luglio - Elio Augusto Di Carlo, medico, ornitologo e storico italiano (n. 1918)
- 27 luglio - William McChesney Martin, banchiere statunitense (n. 1906)
- 27 luglio - Colman Von Keviczky, ufologo e militare ungherese (n. 1909)
- 28 luglio - Pasquale Iscaro, militare italiano (n. 1945)
- 28 luglio - Lenny McLean, attore e pugile inglese (n. 1949)
- 28 luglio - Consalvo Sanesi, pilota automobilistico italiano (n. 1911)
- 29 luglio - Éric Escoffier, alpinista francese (n. 1960)
- 29 luglio - Jorge Pacheco Areco, politico uruguaiano (n. 1920)
- 29 luglio - Jerome Robbins, regista, coreografo e ballerino statunitense (n. 1918)
- 30 luglio - Maurice Bardèche, saggista, giornalista e critico d'arte francese (n. 1907)
- 30 luglio - Barbara Giuranna, compositrice italiana (n. 1899)
- 30 luglio - Laila Schou Nilsen, sciatrice alpina, pattinatrice di velocità su ghiaccio e tennista norvegese (n. 1919)
- 30 luglio - Bob Smith, attore statunitense (n. 1917)
- 30 luglio - Kenneth A. Walsh, militare statunitense (n. 1916)
- 31 luglio - Alberto Borioni, politico italiano (n. 1923)
- 31 luglio - Erling Evensen, fondista norvegese (n. 1914)
- 31 luglio - Sylvia Field, attrice statunitense (n. 1901)
- 31 luglio - Serge Golovine, ballerino e coreografo francese (n. 1924)
- 31 luglio - Ioan Ploscaru, arcivescovo cattolico rumeno (n. 1911)

## Agosto(114)
- 1º agosto - Eva Bartok, attrice ungherese (n. 1927)
- 1º agosto - Zheng Chaolin, scrittore e traduttore cinese (n. 1901)
- 1º agosto - Len Duncan, pilota automobilistico statunitense (n. 1911)
- 1º agosto - Josef Ludl, calciatore e allenatore di calcio cecoslovacco (n. 1916)
- 1º agosto - Richard McNamara, attore, doppiatore e direttore del doppiaggio statunitense (n. 1915)
- 1º agosto - Walter Merlo, mezzofondista e maratoneta italiano (n. 1965)
- 1º agosto - Vito Roberti, arcivescovo cattolico italiano (n. 1911)
- 2 agosto - Otto Bumbel, allenatore di calcio brasiliano (n. 1914)
- 2 agosto - Jim Hadnot, cestista statunitense (n. 1940)
- 2 agosto - Shari Lewis, personaggio televisivo e doppiatrice statunitense (n. 1934)
- 2 agosto - Luigi Mainardi, calciatore italiano (n. 1939)
- 3 agosto - Reizō Koike, nuotatore giapponese (n. 1915)
- 3 agosto - Al'fred Garrievič Šnitke, compositore e pianista russo (n. 1934)
- 3 agosto - Alan Walsh, fisico e chimico britannico (n. 1916)
- 3 agosto - Virgilio Zuffi, ciclista su strada italiano (n. 1908)
- 4 agosto - Jurij Petrovič Artjuchin, cosmonauta sovietico (n. 1930)
- 4 agosto - Davide Pacanowski, ingegnere e architetto polacco (n. 1905)
- 4 agosto - Belisario Randone, sceneggiatore e regista italiano (n. 1906)
- 5 agosto - Arthur Ceuleers, calciatore belga (n. 1916)
- 5 agosto - Otto Kretschmer, ammiraglio tedesco (n. 1912)
- 5 agosto - Michele Stea, francescano e storico italiano (n. 1916)
- 5 agosto - Leo Talamonti, giornalista, scrittore e divulgatore scientifico italiano (n. 1914)
- 5 agosto - Todor Živkov, politico bulgaro (n. 1911)
- 6 agosto - Henk Bosveld, allenatore di calcio e calciatore olandese (n. 1941)
- 6 agosto - Francesco Capocasale, allenatore di calcio e calciatore italiano (n. 1916)
- 6 agosto - Antonio Mario Radmilli, archeologo e funzionario italiano (n. 1922)
- 6 agosto - André Weil, matematico francese (n. 1906)
- 7 agosto - Wallace H. Coulter, ingegnere e inventore statunitense (n. 1913)
- 8 agosto - Sam Balter, cestista e allenatore di pallacanestro statunitense (n. 1909)
- 8 agosto - Elio Brasola, ciclista su strada e pistard italiano (n. 1927)
- 8 agosto - Giulio Bresci, ciclista su strada italiano (n. 1921)
- 8 agosto - Raymond Edward Brown, presbitero statunitense (n. 1928)
- 8 agosto - Barbara Burke, velocista britannica (n. 1917)
- 8 agosto - Roberto Chiti, critico cinematografico e storico del cinema italiano (n. 1926)
- 8 agosto - Dagfinn Nilsen, calciatore norvegese (n. 1920)
- 8 agosto - Germana Paolieri, attrice e cantante italiana (n. 1906)
- 8 agosto - László Szabó, scacchista ungherese (n. 1917)
- 9 agosto - George Child-Villiers, IX conte di Jersey, nobile e politico britannico (n. 1910)
- 10 agosto - Alberto Del Bono, tennista italiano (n. 1906)
- 10 agosto - Sidney W. Fox, biochimico statunitense (n. 1912)
- 11 agosto - Lino Cauzzo, calciatore italiano (n. 1924)
- 11 agosto - Luigi Lombardini, magistrato italiano (n. 1935)
- 12 agosto - Giuseppe Fina, regista italiano (n. 1924)
- 12 agosto - Alfredo Giovanardi, politico italiano (n. 1927)
- 12 agosto - Jesús Loroño, ciclista su strada spagnolo (n. 1926)
- 12 agosto - Guido Monina, politico italiano (n. 1929)
- 12 agosto - Alessandro Perosa, filologo italiano (n. 1910)
- 13 agosto - Nino Ferrer, cantautore, antropologo e etnologo italiano (n. 1934)
- 13 agosto - Julien Green, scrittore e drammaturgo statunitense (n. 1900)
- 13 agosto - Karl Schmid, artista svizzero (n. 1914)
- 14 agosto - Piet Bakers, calciatore olandese (n. 1922)
- 15 agosto - Alfonso Ambrosino, politico italiano (n. 1926)
- 16 agosto - Phil Leeds, attore statunitense (n. 1916)
- 16 agosto - Frank Lewis, lottatore statunitense (n. 1912)
- 16 agosto - Alain Marion, flautista francese (n. 1938)
- 16 agosto - Dorothy West, scrittrice statunitense (n. 1907)
- 17 agosto - Pierre Deniker, medico francese (n. 1917)
- 17 agosto - Terry Garvin, wrestler canadese (n. 1937)
- 17 agosto - Tameo Ide, calciatore giapponese (n. 1908)
- 17 agosto - Władysław Komar, pesista e attore polacco (n. 1940)
- 17 agosto - Ilva Ligabue, soprano italiano (n. 1932)
- 17 agosto - Raquel Rastenni, cantante danese (n. 1915)
- 17 agosto - Fulvio Sisti, sassofonista, cantante e pittore italiano (n. 1955)
- 17 agosto - Tadeusz Ślusarski, astista polacco (n. 1950)
- 17 agosto - Ab de Vries, calciatore olandese (n. 1913)
- 18 agosto - Annemarie in der Au, scrittrice, poetessa e giornalista tedesca (n. 1924)
- 18 agosto - Persis Khambatta, modella e attrice indiana (n. 1948)
- 18 agosto - Jerre Mangione, saggista statunitense (n. 1909)
- 18 agosto - Joe Patanelli, cestista statunitense (n. 1919)
- 18 agosto - Otto Wichterle, chimico ceco (n. 1913)
- 19 agosto - Vasilij Aleksandrovič Archipov, militare sovietico (n. 1926)
- 19 agosto - Liliana Betti, scrittrice, sceneggiatrice e regista italiana (n. 1937)
- 19 agosto - Willy Huber, calciatore svizzero (n. 1913)
- 19 agosto - Sylvia Stahlman, soprano statunitense (n. 1929)
- 19 agosto - Mario Tonali, calciatore italiano (n. 1910)
- 20 agosto - Haydée Tamzali, attrice e giornalista tunisina (n. 1906)
- 20 agosto - Nicola Riezzo, arcivescovo cattolico italiano (n. 1904)
- 21 agosto - Hans van Abeelen, genetista olandese (n. 1936)
- 21 agosto - Luis Dávila, attore argentino (n. 1927)
- 21 agosto - Assunta Radico, attrice italiana (n. 1913)
- 21 agosto - Alberto Sciotti, poeta, paroliere e drammaturgo italiano (n. 1925)
- 22 agosto - Silvio Cinquini, matematico italiano (n. 1906)
- 22 agosto - Sergio Fiorentino, pianista italiano (n. 1927)
- 22 agosto - Elena Garro, giornalista, sceneggiatrice e scrittrice messicana (n. 1916)
- 22 agosto - Carme Guasch i Darné, poetessa spagnola (n. 1928)
- 23 agosto - Umberto Baistrocchi, generale e aviatore italiano (n. 1900)
- 23 agosto - Harold E. Johns, fisico e medico canadese (n. 1915)
- 23 agosto - Nikolaj Kolesov, calciatore russo (n. 1956)
- 24 agosto - Rafael Alonso, attore e regista spagnolo (n. 1920)
- 24 agosto - Manuel Álvarez, calciatore cileno (n. 1928)
- 24 agosto - Charles Diggs, politico statunitense (n. 1922)
- 24 agosto - E.G. Marshall, attore statunitense (n. 1914)
- 24 agosto - Dwarkadas Murarji, pallanuotista indiano (n. 1923)
- 24 agosto - Levan Sanadze, velocista sovietico (n. 1928)
- 24 agosto - Umberto Simonetta, drammaturgo, paroliere e umorista italiano (n. 1926)
- 24 agosto - Ernst Tutschek, cestista e allenatore di pallacanestro austriaco (n. 1940)
- 24 agosto - Jack Richard Williams, politico statunitense (n. 1909)
- 25 agosto - Bob Montgomery, pugile statunitense (n. 1919)
- 25 agosto - Lewis Franklin Powell, Jr., giudice statunitense (n. 1907)
- 26 agosto - Cherubino Comini, calciatore e allenatore di calcio italiano (n. 1913)
- 26 agosto - Francesco Crucitti, chirurgo italiano (n. 1930)
- 26 agosto - Wade Dominguez, attore statunitense (n. 1966)
- 26 agosto - Remo Giazotto, musicologo, compositore e biografo italiano (n. 1910)
- 26 agosto - Frederick Reines, fisico statunitense (n. 1918)
- 26 agosto - Jackie Ridgle, cestista statunitense (n. 1948)
- 27 agosto - Teodors Grīnbergs, cestista lettone (n. 1916)
- 27 agosto - Gianni Hecht Lucari, produttore cinematografico e produttore televisivo italiano (n. 1922)
- 27 agosto - Michelangelo Notarianni, giornalista e politico italiano (n. 1932)
- 28 agosto - George Büchi, chimico svizzero (n. 1921)
- 28 agosto - Hirokazu Kobayashi, artista marziale giapponese (n. 1929)
- 28 agosto - Max Shulman, scrittore e giornalista statunitense (n. 1919)
- 28 agosto - Nikolaj Vladimirovič Zateev, militare sovietico (n. 1926)
- 31 agosto - Lorenza Maranini, linguista italiana (n. 1909)
- 31 agosto - Seikichi Toguchi, karateka e maestro di karate giapponese (n. 1917)

## Settembre(103)
- 1º settembre - Ugo Pifferi, canottiere italiano (n. 1930)
- 2 settembre - Jackie Blanchflower, calciatore nordirlandese (n. 1933)
- 2 settembre - Allen Drury, scrittore e giornalista statunitense (n. 1918)
- 2 settembre - Vincent de Paul Phạm Văn Dụ, vescovo cattolico vietnamita (n. 1922)
- 4 settembre - Hans Brenner, attore austriaco (n. 1938)
- 4 settembre - Robert Higgins, sollevatore statunitense (n. 1925)
- 4 settembre - Inge Scholl, scrittrice tedesca (n. 1917)
- 4 settembre - Igor' Vladimirovič Sorin, attore e chitarrista russo (n. 1969)
- 5 settembre - Felix Morisseau-Leroy, scrittore haitiano (n. 1912)
- 5 settembre - Verner Panton, designer danese (n. 1926)
- 5 settembre - Leo Penn, attore e regista statunitense (n. 1921)
- 5 settembre - Billy Soose, pugile statunitense (n. 1915)
- 6 settembre - Ernst-Hugo Järegård, attore svedese (n. 1928)
- 6 settembre - Akira Kurosawa, regista, sceneggiatore e montatore giapponese (n. 1910)
- 6 settembre - Elaine Shepard, attrice e giornalista statunitense (n. 1913)
- 6 settembre - Louis Van Parijs, nuotatore belga (n. 1908)
- 7 settembre - Mario Bardi, pittore e artista italiano (n. 1922)
- 7 settembre - André Bonin, schermidore francese (n. 1909)
- 8 settembre - Komla Agbeli Gbedemah, politico ghanese (n. 1912)
- 8 settembre - Leonid Kinskey, attore russo (n. 1903)
- 8 settembre - Tryfon Tzanetis, allenatore di calcio e calciatore greco (n. 1918)
- 8 settembre - Howard Vocke, cestista statunitense (n. 1915)
- 9 settembre - Lucio Battisti, cantautore, produttore discografico e arrangiatore italiano (n. 1943)
- 9 settembre - Eleanor Garatti, nuotatrice statunitense (n. 1909)
- 9 settembre - Mariano Martín, calciatore spagnolo (n. 1919)
- 10 settembre - Mahmoud Hassan, lottatore egiziano (n. 1919)
- 11 settembre - Dane Clark, attore statunitense (n. 1912)
- 11 settembre - Carlos Guimard, scacchista argentino (n. 1913)
- 11 settembre - Paku Alam VIII, sovrano e politico indonesiano (n. 1910)
- 11 settembre - Malcolm Skey, scrittore, critico letterario e traduttore britannico (n. 1944)
- 12 settembre - Ángel Chiclana, italianista e traduttore spagnolo (n. 1935)
- 12 settembre - Ilario Fiore, giornalista e scrittore italiano (n. 1925)
- 12 settembre - Azem Hajdari, politico albanese (n. 1963)
- 12 settembre - Manlio Pacini, calciatore italiano (n. 1913)
- 12 settembre - Henry Spira, attivista statunitense (n. 1927)
- 13 settembre - Giuseppe Boffa, giornalista, storico e politico italiano (n. 1923)
- 13 settembre - Alois Grillmeier, cardinale tedesco (n. 1910)
- 13 settembre - Frans Hogenbirk, allenatore di calcio e calciatore olandese (n. 1918)
- 13 settembre - Owen Horwood, politico sudafricano (n. 1916)
- 13 settembre - Antonio Núñez Jiménez, rivoluzionario, politico e geografo cubano (n. 1923)
- 13 settembre - George Wallace, politico statunitense (n. 1919)
- 14 settembre - Johnny Adams, cantante statunitense (n. 1932)
- 14 settembre - Odette De Wynter, notaia belga (n. 1927)
- 14 settembre - Sue Geh, cestista australiana (n. 1959)
- 14 settembre - Fred Korth, politico statunitense (n. 1909)
- 14 settembre - Yang Shangkun, politico e militare cinese (n. 1907)
- 15 settembre - Fred Alderman, velocista statunitense (n. 1905)
- 15 settembre - Leo Boethin, missionario filippino
- 15 settembre - Barrett Deems, batterista statunitense (n. 1914)
- 15 settembre - René Ferrier, calciatore francese (n. 1936)
- 15 settembre - Viljo Heino, mezzofondista finlandese (n. 1914)
- 16 settembre - Egidio Ariosto, politico italiano (n. 1911)
- 16 settembre - Nibbio Bacci, calciatore italiano (n. 1923)
- 16 settembre - Luigi Gianoli, scrittore, critico musicale e giornalista italiano (n. 1918)
- 16 settembre - Aleksandr Michajlovič Zguridi, regista cinematografico sovietico (n. 1904)
- 17 settembre - William Albright, compositore, pianista e organista statunitense (n. 1944)
- 17 settembre - Mario Barera, calciatore italiano (n. 1921)
- 17 settembre - Gustav Nezval, attore ceco (n. 1907)
- 18 settembre - Kurt Hager, politico e giornalista tedesco (n. 1912)
- 18 settembre - Erik Holmberg, calciatore e allenatore di calcio norvegese (n. 1922)
- 19 settembre - Patricia Hayes, attrice britannica (n. 1909)
- 19 settembre - Ran Laurie, medico e canottiere inglese (n. 1915)
- 20 settembre - Antonino Drago, politico italiano (n. 1924)
- 20 settembre - Silvio Geuna, politico, giornalista e religioso italiano (n. 1909)
- 20 settembre - Muriel Humphrey Brown, politica statunitense (n. 1912)
- 21 settembre - Clara Calamai, attrice italiana (n. 1909)
- 21 settembre - Florence Griffith-Joyner, velocista statunitense (n. 1959)
- 21 settembre - Giovanni Ingellis, autore di giochi italiano (n. 1951)
- 21 settembre - Vladimir Pochil'ko, psicologo, imprenditore e autore di videogiochi russo (n. 1954)
- 21 settembre - Arto Tiainen, fondista finlandese (n. 1930)
- 22 settembre - Alberto Berri, cantante italiano (n. 1923)
- 23 settembre - Ray Bowden, calciatore inglese (n. 1909)
- 23 settembre - Mary Frann, attrice statunitense (n. 1943)
- 23 settembre - Bruno Tussani, calciatore italiano (n. 1922)
- 23 settembre - Héctor Vilches, calciatore uruguaiano (n. 1926)
- 24 settembre - Rosendo Balinas, scacchista filippino (n. 1941)
- 24 settembre - Ardalion Ignat'ev, velocista sovietico (n. 1930)
- 24 settembre - Jeff Moss, compositore, paroliere e scrittore statunitense (n. 1942)
- 25 settembre - Rino Filippini, direttore della fotografia italiano (n. 1920)
- 25 settembre - Luigi Ioculano, medico italiano (n. 1941)
- 25 settembre - Piero Pombia, calciatore italiano (n. 1924)
- 25 settembre - Wim Schepers, ciclista su strada olandese (n. 1943)
- 26 settembre - Giovanni Barbini, ufficiale italiano (n. 1901)
- 26 settembre - Betty Carter, cantante statunitense (n. 1929)
- 26 settembre - Luigi Gullo, politico italiano (n. 1917)
- 26 settembre - Giovanni Maria Sartori, arcivescovo cattolico italiano (n. 1925)
- 27 settembre - Vincent Barbi, attore italiano (n. 1912)
- 27 settembre - Edward Jefferys, velocista sudafricano (n. 1936)
- 28 settembre - Raffaele Arecco, pittore e incisore italiano (n. 1916)
- 28 settembre - Else Birkmose, pallamanista, allenatrice di pallamano e cestista danese (n. 1931)
- 28 settembre - Elio Bramanti, calciatore italiano (n. 1913)
- 28 settembre - Heinz Dörmer, tedesco (n. 1912)
- 28 settembre - Fiamma Ferragamo, stilista e imprenditrice italiana (n. 1941)
- 28 settembre - Antonio Galiè, tenore italiano (n. 1925)
- 28 settembre - Olle Länsberg, scrittore e sceneggiatore svedese (n. 1922)
- 28 settembre - Marcel Pourbaix, chimico belga (n. 1904)
- 28 settembre - Aurelio Sorrentino, arcivescovo cattolico italiano (n. 1914)
- 29 settembre - Bruno Munari, artista, designer e scrittore italiano (n. 1907)
- 29 settembre - Albert Streckeisen, geologo e mineralogista svizzero (n. 1901)
- 30 settembre - Laurie Brown, allenatore di calcio e calciatore inglese (n. 1937)
- 30 settembre - Frank Forberger, canottiere tedesco (n. 1943)
- 30 settembre - Marius Goring, attore britannico (n. 1912)
- 30 settembre - Robert Lewis Taylor, scrittore statunitense (n. 1912)

## Ottobre(100)
- 1º ottobre - Loris Biagioni, politico italiano (n. 1916)
- 2 ottobre - Gene Autry, attore e cantante statunitense (n. 1907)
- 2 ottobre - Armando Barrientos, schermidore cubano (n. 1906)
- 2 ottobre - Dondi, artista statunitense (n. 1961)
- 2 ottobre - Olin J. Eggen, astronomo statunitense (n. 1919)
- 2 ottobre - Olivier Gendebien, pilota automobilistico belga (n. 1924)
- 2 ottobre - Enrico Pagani, cestista italiano (n. 1929)
- 2 ottobre - Roger Vivier, stilista francese (n. 1907)
- 2 ottobre - Sanjaasürengiin Zorig, politico mongolo (n. 1962)
- 3 ottobre - Carlastella, cantante italiana (n. 1922)
- 3 ottobre - George W. Davis, scenografo statunitense (n. 1914)
- 3 ottobre - David C. Evans, informatico statunitense (n. 1924)
- 3 ottobre - William Girometti, pittore italiano (n. 1924)
- 3 ottobre - Roddy McDowall, attore britannico (n. 1928)
- 4 ottobre - Jean-Pascal Delamuraz, politico svizzero (n. 1936)
- 4 ottobre - Enea Pavani, giocatore di curling italiano (n. 1920)
- 4 ottobre - Giulio Zaro, calciatore italiano (n. 1915)
- 5 ottobre - Pino Leccisi, politico e avvocato italiano (n. 1931)
- 5 ottobre - Federico Zeri, storico dell'arte e critico d'arte italiano (n. 1921)
- 6 ottobre - Rolan Antonovič Bykov, attore e regista sovietico (n. 1929)
- 6 ottobre - Geoffrey Copleston, attore britannico (n. 1921)
- 6 ottobre - Jerome Weidman, librettista e commediografo statunitense (n. 1913)
- 7 ottobre - Arnold Jacobs, musicista e insegnante statunitense (n. 1915)
- 7 ottobre - Renato Malavasi, attore italiano (n. 1904)
- 7 ottobre - Enzo Pasqui, pittore italiano (n. 1920)
- 8 ottobre - Domenico Geraci, sindacalista italiano (n. 1954)
- 8 ottobre - Gigi Reder, attore e doppiatore italiano (n. 1928)
- 8 ottobre - Anatol Vieru, compositore e docente rumeno (n. 1926)
- 10 ottobre - Jacques Dupont, biblista e presbitero belga (n. 1915)
- 10 ottobre - William Markowitz, astronomo statunitense (n. 1907)
- 10 ottobre - Clark Clifford, avvocato e politico statunitense (n. 1906)
- 10 ottobre - Rocco Spinola, sollevatore italiano (n. 1930)
- 10 ottobre - Luigia Achillea Stella, filologa italiana (n. 1904)
- 12 ottobre - Lars-Theodor Jonsson, fondista svedese (n. 1903)
- 12 ottobre - Bernhard Minetti, attore tedesco (n. 1905)
- 12 ottobre - Ineko Sata, scrittrice giapponese (n. 1904)
- 12 ottobre - Matthew Shepard, statunitense (n. 1976)
- 13 ottobre - Thomas Byberg, pattinatore di velocità su ghiaccio norvegese (n. 1916)
- 13 ottobre - Mariano Gaviola y Garcés, vescovo cattolico filippino (n. 1922)
- 14 ottobre - Edoardo Magri, pallanuotista maltese (n. 1908)
- 14 ottobre - Giorgio Oberweger, discobolo e militare italiano (n. 1913)
- 14 ottobre - Frankie Yankovic, musicista statunitense (n. 1915)
- 15 ottobre - Colette Darfeuil, attrice francese (n. 1906)
- 15 ottobre - Molly O'Day, attrice statunitense (n. 1911)
- 15 ottobre - Mario Ramadori, ecologo e pittore italiano (n. 1935)
- 16 ottobre - MC Giaime, rapper e writer italiano (n. 1974)
- 16 ottobre - Sándor Olajkár, calciatore ungherese (n. 1918)
- 16 ottobre - Jon Postel, informatico statunitense (n. 1943)
- 17 ottobre - Colin Hardie, latinista, italianista e grecista britannico (n. 1906)
- 17 ottobre - Joan Hickson, attrice britannica (n. 1906)
- 17 ottobre - Anita Laurenzi, attrice italiana (n. 1932)
- 17 ottobre - Francesco Salerno, politico e dirigente sportivo italiano (n. 1925)
- 17 ottobre - Tron, hacker tedesco (n. 1972)
- 19 ottobre - Fritz Honka, serial killer tedesco (n. 1935)
- 19 ottobre - Pier Carlo Masini, politico, giornalista e storico italiano (n. 1923)
- 19 ottobre - Vittorio Salvetti, produttore televisivo, conduttore televisivo e autore televisivo italiano (n. 1937)
- 20 ottobre - Giuseppe Cella, allenatore di calcio e calciatore italiano (n. 1910)
- 20 ottobre - Stelman, pittore italiano (n. 1927)
- 20 ottobre - René Pleimelding, allenatore di calcio e calciatore francese (n. 1925)
- 21 ottobre - Hendrik Joan Drossaart Lulofs, filologo classico e storico della filosofia olandese (n. 1906)
- 21 ottobre - John Hazen, cestista statunitense (n. 1927)
- 22 ottobre - Eric Ambler, scrittore e sceneggiatore britannico (n. 1909)
- 23 ottobre - Noel Carroll, mezzofondista irlandese (n. 1941)
- 23 ottobre - Christopher Gable, ballerino, coreografo e attore britannico (n. 1940)
- 23 ottobre - Giuseppe Madini, calciatore e allenatore di calcio italiano (n. 1923)
- 23 ottobre - Luigi Pelliccioli, mezzofondista italiano (n. 1922)
- 23 ottobre - Zangeres Zonder Naam, cantante olandese (n. 1919)
- 24 ottobre - Paolo Brezzi, politico e storico italiano (n. 1910)
- 24 ottobre - Mary Calderone, medico statunitense (n. 1904)
- 24 ottobre - Pino Dordoni, marciatore italiano (n. 1926)
- 25 ottobre - Geoffrey Clough Ainsworth, micologo britannico (n. 1905)
- 25 ottobre - Salvatore Garofalo, presbitero, biblista e scrittore italiano (n. 1911)
- 25 ottobre - Dick Higgins, poeta e compositore inglese (n. 1938)
- 26 ottobre - Ofélia Anunciato, cuoca, conduttrice televisiva e scrittrice brasiliana (n. 1924)
- 26 ottobre - José Cardoso Pires, drammaturgo e scrittore portoghese (n. 1925)
- 26 ottobre - Paolo Fossati, critico d'arte italiano (n. 1938)
- 26 ottobre - Guido Giustiniano, religioso, teologo e giurista italiano (n. 1941)
- 26 ottobre - Kenkichi Iwasawa, matematico giapponese (n. 1917)
- 26 ottobre - Terry Thomas, cestista statunitense (n. 1953)
- 27 ottobre - Neal Adams, cestista statunitense (n. 1919)
- 27 ottobre - Francesco Candioto, politico italiano (n. 1923)
- 27 ottobre - Reidar Kvammen, calciatore norvegese (n. 1914)
- 27 ottobre - Vittorio Orefice, giornalista italiano (n. 1924)
- 27 ottobre - Klári Tolnay, attrice ungherese (n. 1914)
- 28 ottobre - James Goldman, drammaturgo, sceneggiatore e librettista statunitense (n. 1927)
- 28 ottobre - Ted Hughes, poeta e scrittore inglese (n. 1930)
- 28 ottobre - Margaret Marley Modlin, pittrice, scultrice e fotografa statunitense (n. 1927)
- 28 ottobre - Gastone Pescucci, attore e doppiatore italiano (n. 1926)
- 29 ottobre - Anthony Celebrezze, politico statunitense (n. 1910)
- 29 ottobre - Paul Misraki, compositore e paroliere francese (n. 1908)
- 29 ottobre - Harry Weese, architetto statunitense (n. 1915)
- 30 ottobre - Ancillotto Ancillotti, calciatore e allenatore di calcio italiano (n. 1914)
- 30 ottobre - Guido De Santi, ciclista su strada italiano (n. 1923)
- 30 ottobre - Apo Lazaridès, ciclista su strada greco (n. 1925)
- 30 ottobre - Clyde Turner, giocatore di football americano statunitense (n. 1919)
- 30 ottobre - Elmer Vasko, hockeista su ghiaccio canadese (n. 1935)
- 30 ottobre - Heinz Westphal, politico tedesco (n. 1924)
- 31 ottobre - Augusto Magli, calciatore italiano (n. 1923)
- 31 ottobre - Noah Mullins, giocatore di football americano statunitense (n. 1918)
- 31 ottobre - María Isabel Salvat Romero, religiosa spagnola (n. 1926)

## Novembre(123)
- 1º novembre - Stanislav Žuk, pattinatore artistico su ghiaccio sovietico (n. 1935)
- 2 novembre - Sverre Brodahl, sciatore nordico norvegese (n. 1909)
- 2 novembre - Hasan Ceka, archeologo e numismatico albanese (n. 1900)
- 2 novembre - Oriano Quilici, arcivescovo cattolico italiano (n. 1929)
- 2 novembre - Enric Sió, fumettista spagnolo (n. 1942)
- 2 novembre - Venzo Vannini, cestista e allenatore di pallacanestro italiano (n. 1914)
- 2 novembre - Vincent Winter, attore scozzese (n. 1947)
- 3 novembre - Helmuth Johannsen, allenatore di calcio tedesco (n. 1920)
- 3 novembre - Bob Kane, fumettista e pittore statunitense (n. 1915)
- 3 novembre - Martha O'Driscoll, attrice statunitense (n. 1922)
- 4 novembre - Hélmer Herrera Buitrago, criminale colombiano (n. 1951)
- 4 novembre - Joyce Lussu, partigiana, scrittrice e traduttrice italiana (n. 1912)
- 4 novembre - Jim McGee, cestista irlandese (n. 1923)
- 4 novembre - Franz Warnung, vescovo vetero-cattolico austriaco
- 4 novembre - Bill Watson, sollevatore britannico (n. 1918)
- 4 novembre - Jean de Heinzelin, geologo belga (n. 1920)
- 5 novembre - Momoko Kōchi, attrice giapponese (n. 1932)
- 5 novembre - Guido Sotriffer, scultore e pittore italiano (n. 1936)
- 6 novembre - Johfra Bosschart, artista olandese (n. 1919)
- 6 novembre - Jack Hartman, allenatore di pallacanestro statunitense (n. 1925)
- 6 novembre - Niklas Luhmann, sociologo e filosofo tedesco (n. 1927)
- 6 novembre - Mohamed Taki Abdoulkarim, politico comoriano (n. 1936)
- 7 novembre - Leonard De Paur, direttore di coro, direttore d'orchestra e compositore statunitense (n. 1914)
- 7 novembre - Agenore Fabbri, scultore e pittore italiano (n. 1911)
- 7 novembre - Nermin Sultan, principessa ottomana (n. 1923)
- 7 novembre - John Hunt, esploratore e ufficiale britannico (n. 1910)
- 8 novembre - Rumer Godden, scrittrice, poetessa e sceneggiatrice inglese (n. 1907)
- 8 novembre - Jemal Karchkhadze, scrittore georgiano (n. 1936)
- 8 novembre - Jean Marais, attore francese (n. 1913)
- 8 novembre - Tullio Zuppet, calciatore italiano (n. 1926)
- 10 novembre - Svetlana Berëzova, ballerina lituana (n. 1932)
- 10 novembre - Nicola Corretto, politico italiano (n. 1922)
- 10 novembre - Richard Denning, attore statunitense (n. 1914)
- 10 novembre - Jean Leray, matematico francese (n. 1906)
- 10 novembre - Georg Liebsch, sollevatore tedesco (n. 1911)
- 10 novembre - Mary Millar, attrice e cantante inglese (n. 1936)
- 10 novembre - Hal Newhouser, giocatore di baseball statunitense (n. 1921)
- 10 novembre - Enrico Nova, calciatore italiano (n. 1938)
- 10 novembre - Kunitaka Sueoka, calciatore giapponese (n. 1917)
- 10 novembre - Jan-Olof Tjäder, latinista svedese (n. 1921)
- 11 novembre - Gérard Grisey, compositore francese (n. 1946)
- 11 novembre - Kenny Kirkland, pianista statunitense (n. 1955)
- 11 novembre - Allan Kwartler, schermidore statunitense (n. 1917)
- 11 novembre - Fioretta Mazzei, politica e attivista italiana (n. 1923)
- 12 novembre - Vindice Cavallera, politico, partigiano e antifascista italiano (n. 1911)
- 12 novembre - Paul Hoffman, cestista e dirigente sportivo statunitense (n. 1925)
- 13 novembre - Edwige Feuillère, attrice francese (n. 1907)
- 13 novembre - Valerie Hobson, attrice britannica (n. 1917)
- 13 novembre - Red Holzman, cestista, allenatore di pallacanestro e dirigente sportivo statunitense (n. 1920)
- 13 novembre - Hendrik Timmer, tennista olandese (n. 1904)
- 14 novembre - Danilo Belardinelli, violinista e direttore d'orchestra italiano (n. 1915)
- 14 novembre - Rachel Holzer, attrice e regista teatrale australiana (n. 1899)
- 15 novembre - Ludvík Daněk, discobolo cecoslovacco (n. 1937)
- 15 novembre - Stokely Carmichael, attivista trinidadiano (n. 1941)
- 16 novembre - J. D. Sumner, basso statunitense (n. 1924)
- 17 novembre - Cornelia Bouman, tennista olandese (n. 1903)
- 17 novembre - Reinette l'Oranaise, cantante e compositrice algerina (n. 1918)
- 17 novembre - Weeb Ewbank, allenatore di football americano statunitense (n. 1907)
- 17 novembre - Efim Petrovič Geller, scacchista sovietico (n. 1925)
- 17 novembre - Esther Rolle, attrice e danzatrice statunitense (n. 1920)
- 18 novembre - Telemaco Arcangeli, marciatore italiano (n. 1923)
- 18 novembre - Paolo Battistuzzi, politico italiano (n. 1941)
- 18 novembre - Aurélio de Lira Tavares, generale e politico brasiliano (n. 1905)
- 19 novembre - Louis Dumont, antropologo francese (n. 1911)
- 19 novembre - Tetsuya Theodore Fujita, meteorologo giapponese (n. 1920)
- 19 novembre - Antonio Giacone, politico italiano (n. 1914)
- 19 novembre - Andrés Lerín, calciatore e allenatore di calcio spagnolo (n. 1913)
- 19 novembre - Emilio Massa, ingegnere italiano (n. 1927)
- 19 novembre - Alan J. Pakula, regista, sceneggiatore e produttore cinematografico statunitense (n. 1928)
- 20 novembre - Rolando Alphonso, sassofonista giamaicano (n. 1931)
- 20 novembre - Meredith Gourdine, lunghista statunitense (n. 1929)
- 20 novembre - Galina Starovojtova, politica russa (n. 1946)
- 21 novembre - Dariush Forouhar, politico iraniano (n. 1928)
- 21 novembre - James C. Lucas, criminale statunitense (n. 1912)
- 21 novembre - Fabian Ver, generale filippino (n. 1920)
- 22 novembre - Vladimir Petrovič Demichov, chirurgo sovietico (n. 1916)
- 22 novembre - Franco Floris, compositore italiano (n. 1906)
- 22 novembre - Mikołaj Kozakiewicz, politico, insegnante e letterato polacco (n. 1923)
- 22 novembre - Harry Lehmann, fisico tedesco (n. 1924)
- 22 novembre - Stu Ungar, giocatore di poker statunitense (n. 1953)
- 23 novembre - Lamar McHan, giocatore di football americano statunitense (n. 1932)
- 23 novembre - Alberto Oldani, calciatore italiano (n. 1924)
- 23 novembre - Dan Osman, arrampicatore statunitense (n. 1963)
- 23 novembre - Ralph Phillips, matematico statunitense (n. 1913)
- 23 novembre - Don Ray, cestista statunitense (n. 1921)
- 24 novembre - John Chadwick, linguista e filologo classico britannico (n. 1920)
- 24 novembre - Pietro Colella, politico italiano (n. 1916)
- 24 novembre - Bert Cook, cestista statunitense (n. 1929)
- 24 novembre - Guido Figone, ginnasta italiano (n. 1927)
- 24 novembre - Giovanni Roletto, calciatore italiano (n. 1908)
- 24 novembre - George F. Sprague, genetista statunitense (n. 1902)
- 24 novembre - Nikola Tanhofer, regista, sceneggiatore e direttore della fotografia jugoslavo (n. 1926)
- 25 novembre - Ilde Tobia Bertoncin, pittore, scultore e incisore italiano (n. 1909)
- 25 novembre - Nelson Goodman, filosofo statunitense (n. 1906)
- 25 novembre - Anwar Mesbah, sollevatore egiziano (n. 1913)
- 25 novembre - Enrico Sabbatini, costumista italiano (n. 1932)
- 26 novembre - Gerald Battrick, tennista britannico (n. 1947)
- 26 novembre - Ed Smith, cestista statunitense (n. 1929)
- 26 novembre - Felix Zwolanowski, calciatore tedesco (n. 1912)
- 27 novembre - Barbara Acklin, cantante statunitense (n. 1943)
- 27 novembre - Edoardo Benvenuto, ingegnere italiano (n. 1940)
- 27 novembre - Gloria Fuertes, poetessa e scrittrice spagnola (n. 1917)
- 27 novembre - Jozef IJsewijn, latinista e filologo classico belga (n. 1932)
- 27 novembre - Herman Murray, hockeista su ghiaccio canadese (n. 1909)
- 28 novembre - Dante Fascell, politico statunitense (n. 1917)
- 28 novembre - Hemaiag Bedros XVII Guedikian, patriarca cattolico e abate armeno (n. 1905)
- 28 novembre - Pepe Kalle, cantante della Repubblica Democratica del Congo (n. 1951)
- 28 novembre - Celso Macor, scrittore, poeta e saggista italiano (n. 1925)
- 28 novembre - Angelo Rotondi, calciatore italiano (n. 1907)
- 28 novembre - Lucio Saffaro, scrittore e pittore italiano (n. 1929)
- 29 novembre - Gino De Dominicis, artista italiano (n. 1947)
- 29 novembre - Frank Latimore, attore statunitense (n. 1925)
- 29 novembre - Murray Moston, attore statunitense (n. 1919)
- 29 novembre - Živojin Pavlović, scrittore, regista e sceneggiatore serbo (n. 1933)
- 29 novembre - Martin Ruane, wrestler britannico (n. 1946)
- 30 novembre - Pentti Aalto, linguista finlandese (n. 1917)
- 30 novembre - Ruth Clifford, attrice e doppiatrice statunitense (n. 1900)
- 30 novembre - Alfo Ferrari, ciclista su strada italiano (n. 1924)
- 30 novembre - Francesco Messina Denaro, mafioso italiano (n. 1928)
- 30 novembre - Rino Nicolosi, politico e sindacalista italiano (n. 1942)
- 30 novembre - Simon Nkoli, attivista sudafricano (n. 1957)
- 30 novembre - Philip Sterling, attore statunitense (n. 1922)
- 30 novembre - Margaret Walker, poetessa e scrittrice statunitense (n. 1915)

## Dicembre(130)
- 1º dicembre - Aisha Abd al-Rahman, scrittrice, editrice e docente egiziana (n. 1913)
- 1º dicembre - Vincenzo Caglioti, chimico italiano (n. 1902)
- 1º dicembre - Guido Leoni, sceneggiatore, regista e direttore del doppiaggio italiano (n. 1920)
- 1º dicembre - Janet Lewis, scrittrice e poetessa statunitense (n. 1899)
- 1º dicembre - Luciana Nissim Momigliano, pediatra, psicoanalista e superstite dell'Olocausto italiana (n. 1919)
- 1º dicembre - Bertil Nordahl, calciatore e allenatore di calcio svedese (n. 1917)
- 1º dicembre - Vincenzo Pappalettera, partigiano e storico italiano (n. 1919)
- 1º dicembre - Miodrag Stefanović, cestista, allenatore di pallacanestro e arbitro di pallacanestro jugoslavo (n. 1922)
- 1º dicembre - Freddie Young, direttore della fotografia britannico (n. 1902)
- 2 dicembre - Ferdinando Maggioni, vescovo cattolico italiano (n. 1914)
- 2 dicembre - Mikio Oda, triplista giapponese (n. 1905)
- 2 dicembre - Aleksandr Ročegov, architetto sovietico (n. 1917)
- 3 dicembre - Paolo Enrico Arias, archeologo e funzionario italiano (n. 1907)
- 3 dicembre - Mario Baraldi, calciatore italiano (n. 1912)
- 3 dicembre - Luigi Frunzio, ingegnere e politico italiano (n. 1913)
- 3 dicembre - George Murcell, attore britannico (n. 1925)
- 3 dicembre - Croce Zimbone, scrittore italiano (n. 1912)
- 4 dicembre - Anna Bonivardi, partigiana italiana (n. 1904)
- 5 dicembre - Doris Baker, attrice statunitense (n. 1907)
- 5 dicembre - Alan Conway, truffatore britannico (n. 1934)
- 5 dicembre - Albert Gore senior, politico statunitense (n. 1907)
- 5 dicembre - Michele Gaetano Pierangeli, politico e medico italiano (n. 1924)
- 5 dicembre - Ettore Rossi, medico svizzero (n. 1915)
- 6 dicembre - César Baldaccini, scultore francese (n. 1921)
- 6 dicembre - Giovanni Gazza, vescovo cattolico italiano (n. 1924)
- 6 dicembre - Pierre Mousel, calciatore lussemburghese (n. 1914)
- 6 dicembre - Radomir Šaper, cestista e dirigente sportivo jugoslavo (n. 1925)
- 6 dicembre - Michael Zaslow, attore statunitense (n. 1942)
- 7 dicembre - John Addison, compositore britannico (n. 1920)
- 7 dicembre - Bill Coven, cestista statunitense (n. 1920)
- 7 dicembre - Michael Craze, attore britannico (n. 1942)
- 7 dicembre - Voitto Hellsten, velocista finlandese (n. 1932)
- 7 dicembre - Carlos Oviedo Cavada, cardinale e arcivescovo cattolico cileno (n. 1927)
- 7 dicembre - Martin Rodbell, biochimico statunitense (n. 1925)
- 8 dicembre - Vincenzo Liborio Calia, imprenditore italiano (n. 1926)
- 9 dicembre - Charles Adcock, calciatore inglese (n. 1923)
- 9 dicembre - Manuel Barrenetxea, calciatore spagnolo (n. 1924)
- 9 dicembre - Archie Moore, pugile, attivista e attore statunitense (n. 1916)
- 10 dicembre - Peter Bosa, politico e dirigente sportivo italiano (n. 1927)
- 10 dicembre - Bob Dille, cestista e allenatore di pallacanestro statunitense (n. 1917)
- 11 dicembre - Giuseppe Granata, politico italiano (n. 1918)
- 11 dicembre - André Lichnerowicz, matematico e fisico francese (n. 1915)
- 11 dicembre - Jimmy Mackay, calciatore australiano (n. 1943)
- 11 dicembre - Shuzo Ohira, giocatore di go giapponese (n. 1930)
- 11 dicembre - Pietro Saraceno, storico italiano (n. 1940)
- 11 dicembre - Max Streibl, politico tedesco (n. 1932)
- 12 dicembre - Max Boydston, giocatore di football americano statunitense (n. 1932)
- 12 dicembre - Lawton Chiles, politico statunitense (n. 1930)
- 12 dicembre - Marco Denevi, scrittore, giornalista e avvocato argentino (n. 1922)
- 12 dicembre - Óscar Armando Díaz, calciatore salvadoregno (n. 1970)
- 12 dicembre - Gilbert Favre, flautista e antropologo svizzero (n. 1936)
- 12 dicembre - Willis Gertsch, aracnologo statunitense (n. 1906)
- 12 dicembre - Don Patterson, animatore e regista statunitense (n. 1909)
- 12 dicembre - Mo Udall, politico e cestista statunitense (n. 1922)
- 13 dicembre - Karl Kowanz, calciatore e allenatore di calcio austriaco (n. 1926)
- 13 dicembre - Guglielmo Mancinelli, politico italiano (n. 1922)
- 13 dicembre - Agostino Scaglioni, calciatore italiano (n. 1920)
- 13 dicembre - Richard Thomas, ammiraglio britannico (n. 1932)
- 13 dicembre - Ariadna Welter, attrice messicana (n. 1930)
- 14 dicembre - Vittorio Cottafavi, regista e sceneggiatore italiano (n. 1914)
- 14 dicembre - Aldo Falzotti, calciatore italiano (n. 1923)
- 14 dicembre - Norman Fell, attore statunitense (n. 1924)
- 14 dicembre - Jurij Hromak, nuotatore sovietico (n. 1948)
- 14 dicembre - James A. Jensen, paleontologo statunitense (n. 1918)
- 14 dicembre - Will Tremper, regista, sceneggiatore e giornalista tedesco (n. 1928)
- 15 dicembre - Giuseppe Garneri, vescovo cattolico italiano (n. 1899)
- 15 dicembre - Jan Meyerowitz, compositore, direttore d'orchestra e pianista tedesco (n. 1913)
- 15 dicembre - Ján Podhradský, calciatore slovacco (n. 1917)
- 16 dicembre - William Gaddis, scrittore statunitense (n. 1922)
- 16 dicembre - Harry Haddock, calciatore scozzese (n. 1925)
- 16 dicembre - Marcelo Visentín, pallanuotista argentino (n. 1914)
- 17 dicembre - Alberto Jover Piamonte, arcivescovo cattolico filippino (n. 1934)
- 18 dicembre - Carlo Borra, politico e sindacalista italiano (n. 1915)
- 18 dicembre - Lucio Cargnel, pittore italiano (n. 1903)
- 18 dicembre - Lev Stepanovič Dëmin, cosmonauta sovietico (n. 1926)
- 18 dicembre - Joseph Didden, ciclista su strada belga (n. 1923)
- 18 dicembre - Gabriele Giannantoni, filosofo e politico italiano (n. 1932)
- 18 dicembre - Giorgio Giorgioni, calciatore italiano (n. 1923)
- 18 dicembre - Salvador Gualtieri, calciatore e allenatore di calcio argentino (n. 1917)
- 18 dicembre - Abdurajik Abubakar Janjalani, terrorista filippino
- 18 dicembre - Åke Jönsson, calciatore svedese (n. 1925)
- 18 dicembre - Vinod Mishra, politico e rivoluzionario indiano (n. 1947)
- 18 dicembre - Tadeusz Rybczynski, economista polacco (n. 1923)
- 19 dicembre - Armando Cascio, politico italiano (n. 1920)
- 19 dicembre - Mel Fisher, statunitense (n. 1922)
- 19 dicembre - Antonio Ordóñez, torero spagnolo (n. 1932)
- 19 dicembre - Qian Zhongshu, letterato e scrittore cinese (n. 1910)
- 19 dicembre - Francesco Speranza, matematico italiano (n. 1932)
- 20 dicembre - Federico Bisson, triplista italiano (n. 1936)
- 20 dicembre - Angelo Grizzetti, allenatore di calcio e calciatore italiano (n. 1916)
- 20 dicembre - Irene Hervey, attrice statunitense (n. 1909)
- 20 dicembre - Alan Lloyd Hodgkin, fisiologo inglese (n. 1914)
- 20 dicembre - Miklós Sárkány, pallanuotista ungherese (n. 1908)
- 21 dicembre - Robert M. Hall, imprenditore e editore statunitense (n. 1909)
- 21 dicembre - Sándor Ivády, pallanuotista ungherese (n. 1903)
- 21 dicembre - Gianfranco Merli, politico italiano (n. 1924)
- 21 dicembre - Ernst-Günther Schenck, medico e militare tedesco (n. 1904)
- 21 dicembre - Jerzy Topolski, storico polacco (n. 1928)
- 22 dicembre - Pedro Araya Zavala, cestista cileno (n. 1925)
- 22 dicembre - Jean Malaquais, scrittore francese (n. 1908)
- 22 dicembre - Michelle Thomas, attrice statunitense (n. 1968)
- 23 dicembre - Feiez, polistrumentista e fonico italiano (n. 1962)
- 23 dicembre - Giulio Cesare Graziani, generale e aviatore italiano (n. 1915)
- 23 dicembre - David Manners, attore e scrittore canadese (n. 1901)
- 23 dicembre - Joe Orlando, disegnatore, fumettista e editore italiano (n. 1927)
- 24 dicembre - Viola Farber, ballerina e coreografa statunitense (n. 1931)
- 24 dicembre - Matt Gillies, allenatore di calcio e calciatore scozzese (n. 1921)
- 24 dicembre - Daan Kagchelland, velista olandese (n. 1914)
- 24 dicembre - Irving Segal, matematico statunitense (n. 1918)
- 25 dicembre - Alfredo Covelli, politico italiano (n. 1914)
- 25 dicembre - Richard Paul, attore statunitense (n. 1940)
- 25 dicembre - John Pulman, giocatore di snooker inglese (n. 1923)
- 26 dicembre - Raimondo Borsellino, chirurgo e politico italiano (n. 1905)
- 26 dicembre - Hurd Hatfield, attore statunitense (n. 1917)
- 26 dicembre - Mario Terzaghi, architetto e designer italiano (n. 1915)
- 27 dicembre - Robert Johnson, militare e aviatore statunitense (n. 1920)
- 27 dicembre - Ricardo Tormo, pilota motociclistico spagnolo (n. 1952)
- 28 dicembre - Herbert Fechner, politico tedesco (n. 1913)
- 28 dicembre - William Frankfather, attore statunitense (n. 1944)
- 28 dicembre - Art Riley, artista statunitense (n. 1911)
- 29 dicembre - Jack D. Moore, scenografo statunitense (n. 1906)
- 29 dicembre - Dante Nardi, calciatore italiano (n. 1920)
- 29 dicembre - Don Taylor, attore, regista e produttore televisivo statunitense (n. 1920)
- 30 dicembre - Joan Brossa, poeta, drammaturgo e artista spagnolo (n. 1919)
- 30 dicembre - Jean-Claude Forest, scrittore e fumettista francese (n. 1930)
- 30 dicembre - Lorenzo Garaventa, scultore italiano (n. 1913)
- 30 dicembre - Keisuke Kinoshita, regista e sceneggiatore giapponese (n. 1912)
- 30 dicembre - Sam Muchnick, imprenditore statunitense (n. 1905)
- 30 dicembre - Ansar Razak, calciatore indonesiano (n. 1974)
- 31 dicembre - Tito LeDuc, attore e coreografo messicano (n. 1922)

## Senza giorno specificato(67)
- James Alderton, calciatore inglese (n. 1924)
- Oku Ampofo, artista ghanese (n. 1908)
- Giuseppe Arcidiacono, fisico italiano (n. 1927)
- Salvatore Arcidiacono, divulgatore scientifico e chimico italiano (n. 1927)
- Alberto Baeza Flores, scrittore e giornalista cileno (n. 1914)
- Uccio Bandello, cantante italiano (n. 1917)
- Árpád Belko, calciatore ungherese (n. 1910)
- Maria Ludwika Bernhard, archeologa polacca (n. 1908)
- Alfredo Berra, giornalista e saggista italiano (n. 1928)
- Dante Bertolini, politico, esperantista e poeta svizzero (n. 1911)
- Hans Bourquin, canottiere svizzero (n. 1914)
- Antonio Bresciani, pittore italiano (n. 1902)
- Alfonso Campanile, poeta italiano (n. 1927)
- Armando Campioni, imprenditore e dirigente d'azienda italiano (n. 1914)
- Alberto Cangiano, politico italiano (n. 1914)
- Danilo Cargnello, psichiatra italiano (n. 1911)
- Eddie Carr, allenatore di calcio e calciatore inglese (n. 1917)
- Mario Carta, arrangiatore e pianista italiano (n. 1906)
- Guram Cchovrebov, calciatore sovietico (n. 1938)
- Sandro Cherchi, scultore italiano (n. 1911)
- Nicola Chiari, generale italiano (n. 1922)
- Augusto Chini, pittore e decoratore italiano (n. 1904)
- Alvaro Corghi, pittore italiano (n. 1908)
- Luis Cruz, calciatore uruguaiano (n. 1925)
- Lia Curci, attrice italiana (n. 1920)
- Angelo De Rossi, insegnante e pedagogista italiano (n. 1924)
- Pasquale Di Fabio, pittore e scultore italiano (n. 1927)
- François Dossin, astronomo belga (n. 1927)
- Carlo Falconi, giornalista e saggista italiano (n. 1915)
- Giuseppe Fantacci, imprenditore e filantropo italiano (n. 1905)
- Teresio Gassino, progettista italiano (n. 1924)
- Rex Gordon, scrittore di fantascienza britannico (n. 1917)
- Stan Hayhurst, calciatore inglese (n. 1925)
- Gino Iannone, diplomatico italiano (n. 1925)
- Wolfgang Klank, calciatore tedesco orientale (n. 1930)
- Giorgio Kraiski, saggista, traduttore e slavista italiano (n. 1916)
- Giannīs Lamprou, cestista e altista greco (n. 1921)
- Dino Lanaro, pittore italiano (n. 1909)
- Lydia MacDonald, cantante britannica (n. 1923)
- André Marchand, pittore francese (n. 1907)
- Armando Maunier, cestista spagnolo (n. 1907)
- Frank McSavage, animatore e fumettista britannico (n. 1903)
- Giuseppe Modesti, basso italiano (n. 1915)
- Eridadi Mukwanga, pugile ugandese (n. 1943)
- Jurij Sergeevič Nikolaev, psichiatra, attivista e scrittore sovietico (n. 1905)
- Gheorghe Oczelak, cestista rumeno (n. 1951)
- Elio Onorato, calciatore italiano (n. 1924)
- Sandro Paparatti, poeta e traduttore italiano (n. 1915)
- Enzo Pasqualini, scultore italiano (n. 1916)
- Alfredo Polacci, paroliere e compositore italiano (n. 1907)
- Enrico Polito, musicista, cantante e arrangiatore italiano (n. 1932)
- Gaetano Pompa, pittore, scultore e incisore italiano (n. 1933)
- Ferruccio Quintavalle, tennista e imprenditore italiano (n. 1914)
- Ernest Retallack Hooper, giornalista e scrittore britannico (n. 1906)
- Silverio Riva, scultore italiano (n. 1940)
- Luciano Rosada, direttore d'orchestra italiano (n. 1923)
- Enzo Rossi, pittore italiano (n. 1915)
- Perry Sheehan, attrice statunitense (n. 1912)
- Théodore Sindikubwabo, politico ruandese (n. 1928)
- Piero Suppi, calciatore italiano (n. 1920)
- Wanchai Suvaree, calciatore thailandese (n. 1931)
- Mariano Tolentino, cestista filippino (n. 1928)
- Lionello Torossi, editore, autore di fantascienza e traduttore italiano (n. 1918)
- Nobuko Tsuchiura, architetta giapponese (n. 1900)
- Mario Umiltà, ingegnere italiano (n. 1898)
- Gianni Vigorelli, scultore italiano (n. 1916)
- Rita Zucca, conduttrice radiofonica italiana (n. 1912)